# Mat '64

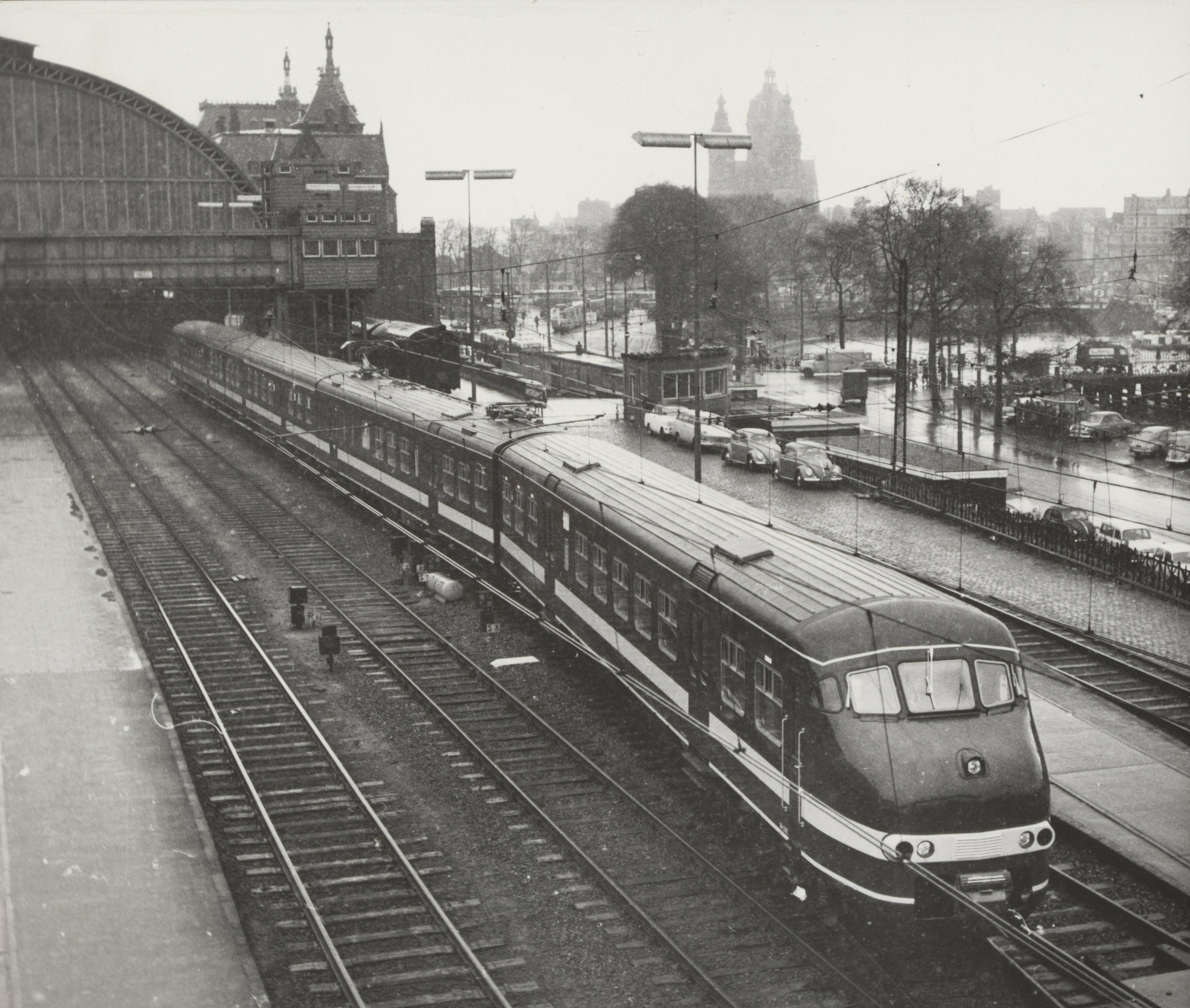
Het nieuwe Treinstel Toekomst (Plan T 501), vierwagentreinstel te Amsterdam Centraal Station; 6 februari 1964.

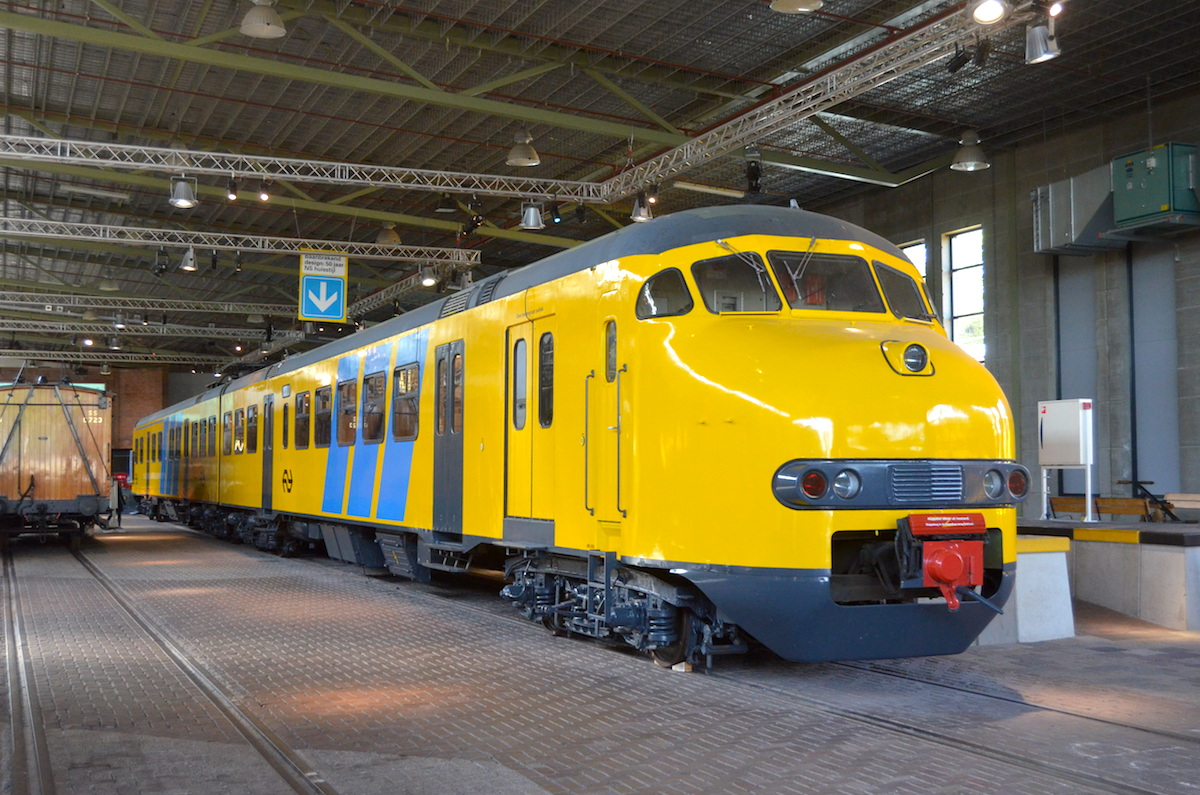
Treinstel 876 in het Spoorwegmuseum; september 2018.

Mat '64, afkorting voor Materieel '64, maakte deel uit van het elektrisch materieel van de Nederlandse Spoorwegen. Het materieel bestond uit zelfstandige vier- en tweedelige treinstellen, officieel aangeduid als respectievelijk Plan T en Plan V. De naam Mat '64 is een niet-officiële benaming. Vaak werd het materieel Standaard Stoptrein genoemd. In de laatste dienstjaren viel de naam Apekop ook wel, naar analogie aan de bijnaam Hondekop van Mat '54, maar Apekop is nooit een breedgedragen bijnaam geweest. Het grote publiek verwarde Mat '64 vaak met Mat '54, en noemde beide series Hondekop.
Plan V was jarenlang, met 246 stuks (alhoewel er maar 245 tegelijkertijd aanwezig zijn geweest), de grootste materieelserie van NS, tot de komst van de V-IRM. Een aantal treinstellen werd verhuurd aan en ingezet door verschillende regionale vervoerders. Mat '64 is 55 jaar, van 1961 tot 2016, op het Nederlandse spoorwegnet in dienst geweest.
De tweedelige stellen werden tot 2015, in steeds afnemende aantallen, op een klein deel van de geëlektrificeerde baanvakken in Nederland ingezet en waren volgens de materieelverdeling alleen aan te treffen op een viertal spoorlijnen buiten de Randstad. Van de oorspronkelijke 246 treinstellen Plan V waren in december 2015 nog 31 stellen voor de dienst beschikbaar, die bij het ingaan van de nieuwe dienstregeling op 13 december 2015, althans op papier, aan de dienst werden onttrokken. Op 30 maart 2016 werden voor het laatst stellen in de reizigersdienst ingezet. Dit betrof de stellen 451, 458 en 482 op een rit van Deurne naar Eindhoven. Sindsdien stonden alle stellen niet meer dienstvaardig buiten dienst, behalve de 449, 466 en 469 die beschikbaar bleven ten behoeve van een afscheidsrit. Deze afscheidsrit vond plaats op 25 september 2016 van Maastricht via Eindhoven, Arnhem, Zwolle en Amersfoort naar Utrecht Maliebaan. Na de afscheidsrit van 25 september 2016 werd in Maastricht een actie gestart om treinstel 449 als museumtreinstel te behouden. In april 2017 werd het treinstel alsnog afgevoerd.

## Uiterlijk
Het materieel heeft - net als het sinds 1996 buiten dienst zijnde Materieel '54 (Hondekop) - een bolle neus ter bescherming van de machinist, maar deze steekt minder ver uit en is gelijk aan de neus van het sinds 2003 buiten dienst gestelde materieel Plan U met dieselelektrische aandrijving. Alleen is het dak van de plan U lager dan het dak van mat '64. De neus van de motorposten is hier ook van afgeleid, deze is echter minder rond en korter.
De treinstellen Plan T en de oudste 30 stellen Plan V waren oorspronkelijk groen met een lichtgele band. Vanaf het in 1968 afgeleverde treinstel 431 werden zij afgeleverd in de nieuwe NS-huisstijl, geel met grijs en schuine blauwe reclamebanen om de spoorwegen een nieuw elan te geven in het kader van Spoorslag '70. De groene stellen kregen in de jaren daarna ook deze kleurencombinatie.

## Fabricage
Het prototype van Mat '64 werd als Plan TT Treinstel Toekomst (treinstel 501) geïntroduceerd en in 1961 door Werkspoor gebouwd. In de jaren 1964-1965 werd de vervolgserie Plan T gebouwd en in drie deelseries geleverd.  Na de serie-aflevering van Plan T werd het treinstel Plan TT aangeduid als Plan TProto. Alle treinstellen zijn voor sloop afgevoerd.
Plan V is in 13 deelseries geleverd in tien jaar tijd tussen 1966 en 1976. Het eerste stel werd al afgevoerd voordat de laatste stellen werden geleverd en de laatste 2 series V12 en V13 zijn even oud of zelfs nieuwer dan de oudste stellen SGM. Voor stel 802 werd in 1976 een nieuwe bak gebouwd ter vervanging van een bak met onherstelbare schade. Het stel 878 werd in 1976 na slechts 2,5 jaar dienst, als gevolg van brandschade een jaar eerder, afgevoerd, in 1978 gevolgd door de 420 na een zware aanrijding. Daarna volgden in 1983 en 1987 de bakken van de 959. Inmiddels zijn tot 2016 alle stellen buiten dienst gesteld.

## Ontwerp
Het ontwerp van Mat '64 is afgeleid van de enkele jaren daarvoor gebouwde lichtgewicht dieseltreinstellen Plan U. Het was het eerste materieel met de later vaak gebruikte zwenkzwaaideuren. Door de Scharfenbergkoppelingen kunnen de stellen in treinschakeling rijden, maar niet met ander materieel. Een duidelijk verschil tussen Plan T en V is het verschil in aantal rijtuigbakken: respectievelijk vier (Plan T) en twee (Plan V) - de letter is dus niet de beginletter van het aantal bakken. Bij de kopbakken op de cabine waren de uiterste raampjes (hoekruitjes) de laatste jaren bij Plan T grijs geschilderd en bij Plan V geel.
Opmerkelijke vernieuwingen bij Mat '64 ten opzichte van oudere materieelseries waren onder meer:
- dubbele eenbenige pantograaf in het midden
- centrale deursluiting (de conducteur hoeft niet meer langs de trein te lopen om de deuren te sluiten)[9]
- vergrendelde deuren (de passagiers kunnen de deuren tijdens de rit niet openen)
- knoppen binnen en buiten om de deuren te openen en te sluiten
- omroepinstallatie
- elektronisch vertreksein (de machinist ziet een lampje op zijn instrumentenpaneel en wacht niet meer op het perron op de 'pannenkoek')
- centraal bediende koersrollen in plaats van losse koersborden

Oudere treinstellen, behalve Mat'46 en onverbouwde stellen Plan X, en rijtuigen Plan W werden later van centrale deursluiting (maar niet van deurvergrendeling), koersrollen (niet plan E) en een omroepinstallatie voorzien.

### Tractie- en remsysteem
Niet alles was vernieuwd. Zo bleef bij het optrekken het karakteristieke zware motorgeluid behouden. Dit was een gevolg van de vermogensregeling met weerstanden. Twee treinstellen (472 en 473) werden  begin 1970 voorzien van een experimentele vermogensregeling op basis van thyristor-choppers geleverd door GEC. Begin 1991 zijn deze weer vervangen door conventionele installaties met CW 327639.
De treinstellen hadden een blokkenrem, een remsysteem waarbij een gietijzeren blok op de wielband wordt gedrukt als het treinstel gaat remmen. De blokkenrem veroorzaakt ook aan het eind van de remweg een sterk krijsend geluid. Dit remsysteem leidt tot een verruwing van het loopvlak, waardoor het rolgeluid hoog wordt. Modernere treinen hebben een schijfrem, waardoor deze treinen stiller zijn.

## Plan T

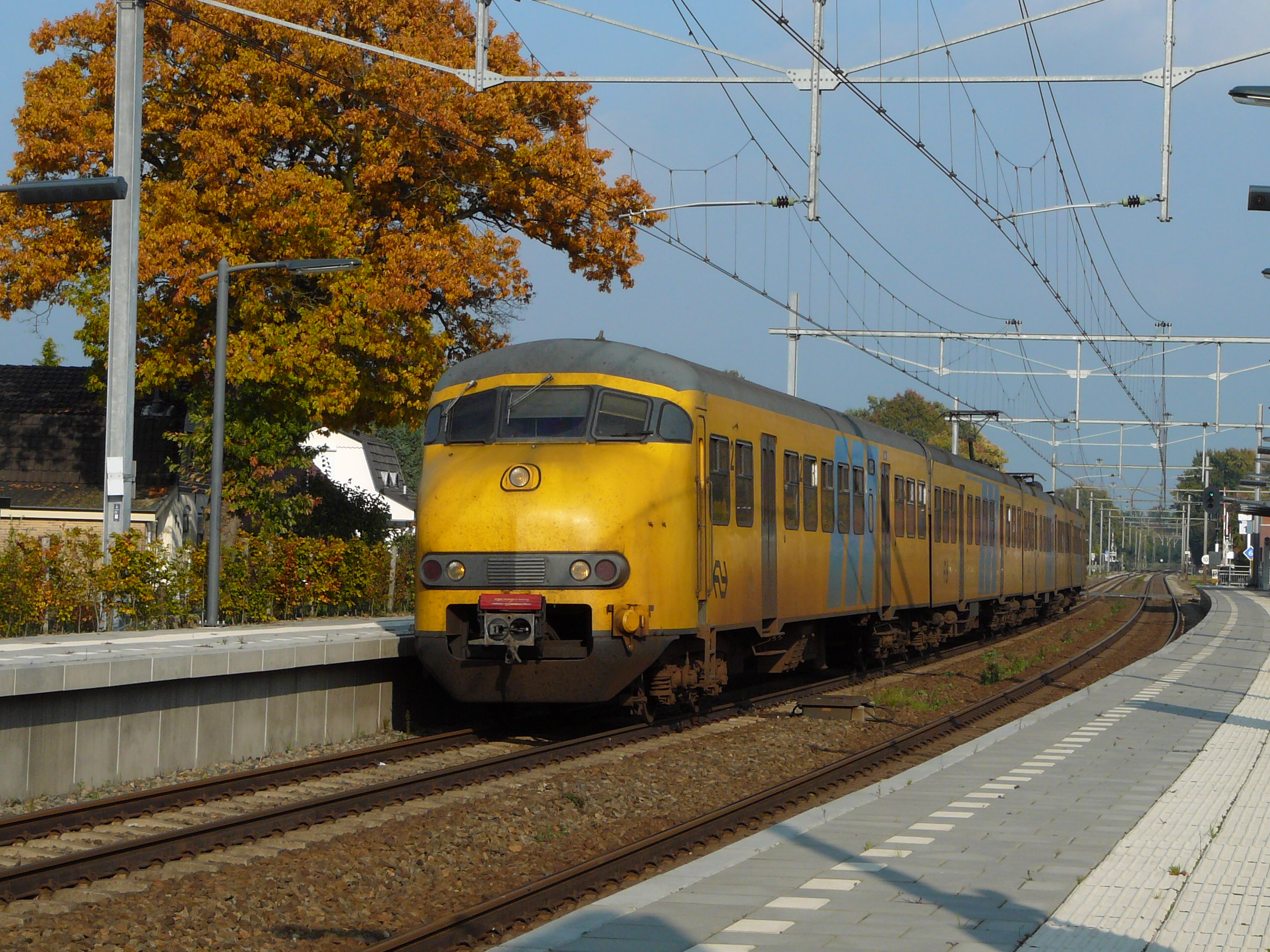
Plan T 522 te Twello

In 1961 werd door Werkspoor "Treinstel Toekomst" Plan TT 501 afgeleverd. Het treinstel bestond uit twee vrijwel identieke kopbakken, een tweedeklasrijtuig en een eersteklasrijtuig met bagageafdeling en keuken. Na een succesvolle proefperiode bouwde Werkspoor in 1964 en 1965 de vervolgserie Plan T van 30 stellen (502-531). De indeling van deze treinstellen werd enigszins gewijzigd ten opzichte van de 501. De twee gelijke koprijtuigen bleven, maar daartussen kwam een tweedeklasrijtuig met keuken en grotere bagageruimte en een rijtuig met zowel zitplaatsen eerste klas als tweede klas. De koppeling werd hoger geplaatst, waardoor deze treinstellen niet koppelbaar waren met het oude stroomlijnmaterieel en de 501. Niet veel later werden ook de koppelingen van de 501 hoger geplaatst. Begin jaren '80 werd het materieel gerenoveerd en gemoderniseerd. Treinstel 501 werd hierbij grotendeels gelijk gemaakt aan de andere 30 treinstellen. De afwijkende rijtuigindeling bleef echter gehandhaafd.
In 1971 hield men bij de plannen voor de bestelling van de vervolgseries Plan V, in tegenstelling tot eerdere plannen, rekening met aanschaf van een aantal vierwagenstellen met name voor het te verwachten vervoer op de te elektrificeren spoorlijnen in Noord-Holland. Uiteindelijk besloot men toch geen vierwagenstellen meer aan te schaffen.
Bij de laatste revisie die plaatsvond tussen 1999 en 2002 kregen de treinstellen een geheel nieuw interieur. Door het verwijderen van de buffetafdeling, keuken, dienstruimtes en bagageruimte en een andere opstelling van de stoelen werden per stel 34 extra zitplaatsen gecreëerd. Hiervoor werden dezelfde stoelen gebruikt als die in het Stoptreinmaterieel '90 (Railhopper) en Dieselmaterieel '90 (Buffel) aanwezig waren. De stoelen waren grotendeels in een coach-opstelling geplaatst met een vrij krappe steek. Ook stonden de stoelen hierdoor deels niet meer op een lijn met de kozijnen. De wanden en vloeren in de Plan T's werden zachtgeel, in plaats van het gebruikelijke wit/grijs. Rondom de frontruiten werd een donkergrijze band geschilderd. Het afwijkende treinstel 501 werd hierbij niet gereviseerd, maar buiten dienst gesteld en in 2003 gesloopt.
De treinstellen Plan T werden vanaf 2008 stuk voor stuk bij het bereiken of naderen van de uiterste revisietermijn buiten dienst gesteld. In het voorjaar van 2010 reed treinstel 520 als "vrijheidstrein" in een rood-wit-blauwe kleurstelling. Deze reed doordeweeks tussen de reguliere dienstregeling van NS door het hele land en werd in het weekend ingezet voor debatten door het hele land. Na Bevrijdingsdag, 5 mei, ging het het treinstel naar het Spoorwegmuseum waarna het na twee weken officieel terzijde gesteld werd op het opstelterrein van de Cartesiusweg te Utrecht. Het stel heeft een tijdje op de Dijksgracht gestaan en is uiteindelijk met de eerste afvoer in 2011 gesloopt.
In juli 2010 werd het laatste treinstel terzijde gesteld. In de loop van 2011 waren alle treinstellen voor sloop afgevoerd op een na. Treinstel 526 verbleef vanaf september 2011 in Swifterbant om op de inmiddels aangelegde Hanzelijn als oefenstel te dienen. Sindsdien stond de 526 in Amersfoort buiten dienst. Op maandag 31 oktober 2016 is de 526 samen met Plan V 956 overgebracht van Amersfoort naar de Houtrakpolder in Amsterdam. Uiteindelijk is het stel op dinsdag 21 maart 2017 afgevoerd naar sloperij HKS Metals in Amsterdam.
Treinstel 522 werd voor de helft gebruikt voor het testen van treinen in Duitsland. Hiervoor was het complete interieur uit twee bakken gehaald en waren aanpassingen gemaakt om alle apparatuur te plaatsen. Zo had een stel deuren ronde gaten en was er een groot rooster op de plaats waar ooit een raam zat. Het halve stel van wat ooit de 522 was, stond sinds 2012 bij de werkplaats van Nedtrain te Haarlem. Op 10 mei 2017 is ook dit halve stel, als laatste van dit materieeltype, afgevoerd naar sloperij HKS Metals.

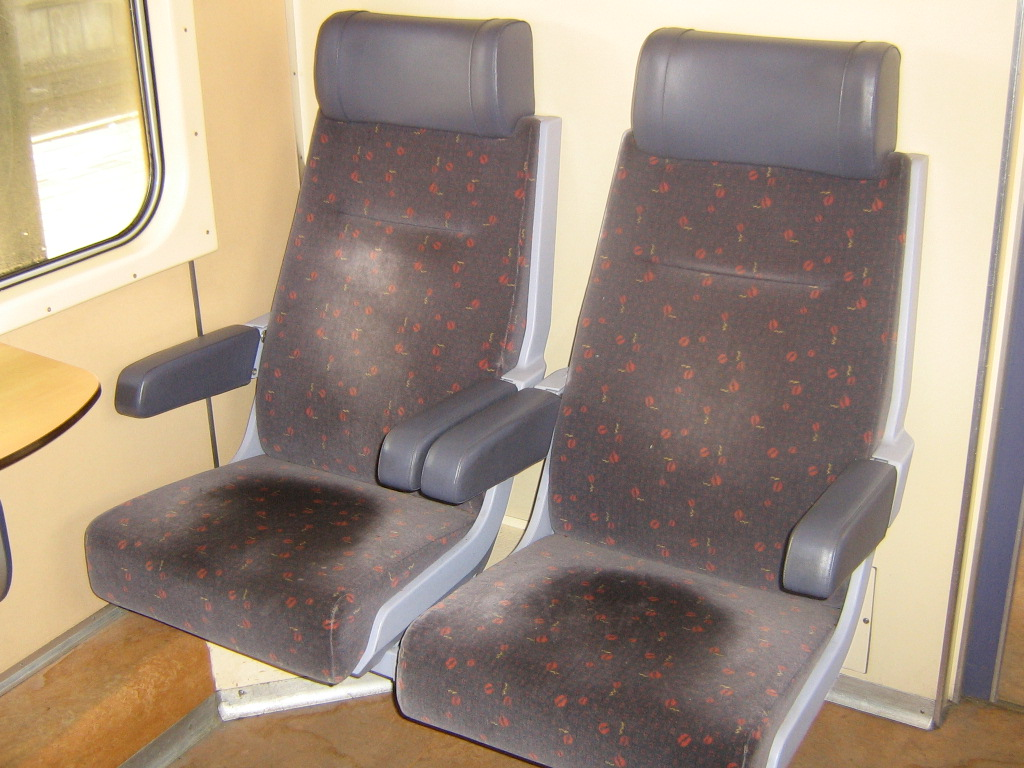
Het interieur van Plan T, eerste klas
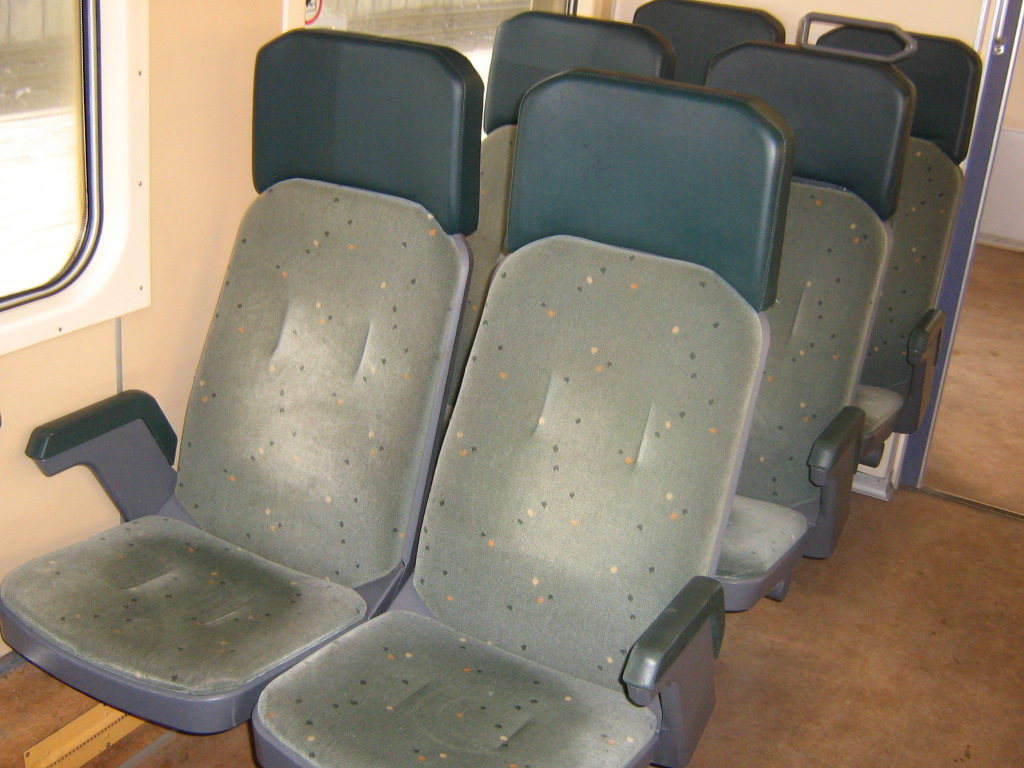
Het interieur van Plan T, tweede klas
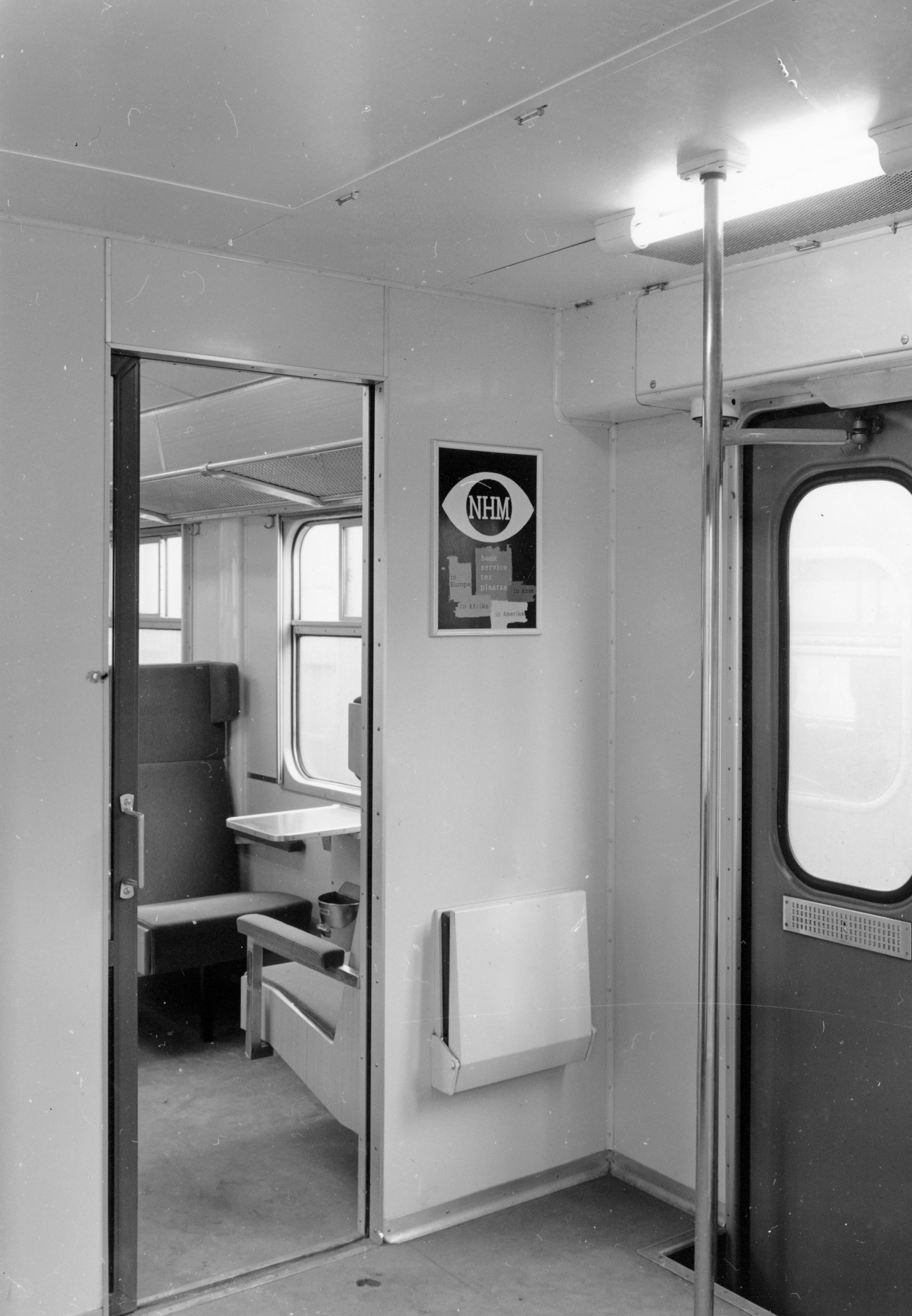
Balkon Plan T, 1965

## Plan V
Plan V was jarenlang de grootste materieelserie tot de komst van de V-IRM. In navolging van de 31 vierdelige Plan T-treinstellen werd in 1966 gestart met de bouw van 246 tweedelige treinstellen. De stellen werden in 13 deelseries gebouwd en kregen de nummers 401-438, 441-483 en 801-965. Het Plan V-materieel werd gebouwd tussen 1966 en 1976 door Werkspoor (401-438, 441-461, 472-483 en ook 801-840), Talbot (462-471 en 871-965) en Düwag (841-870). De deelseries hebben een aantal onderlinge verschillen. Op 2 maart 2016 was het precies 50 jaar geleden dat de eerste Plan V-treinstellen in de reizigersdienst verschenen. Hiermee is dit treintype dus meer dan een halve eeuw op het Nederlandse spoor in dienst geweest.

### Aanschaf en levering

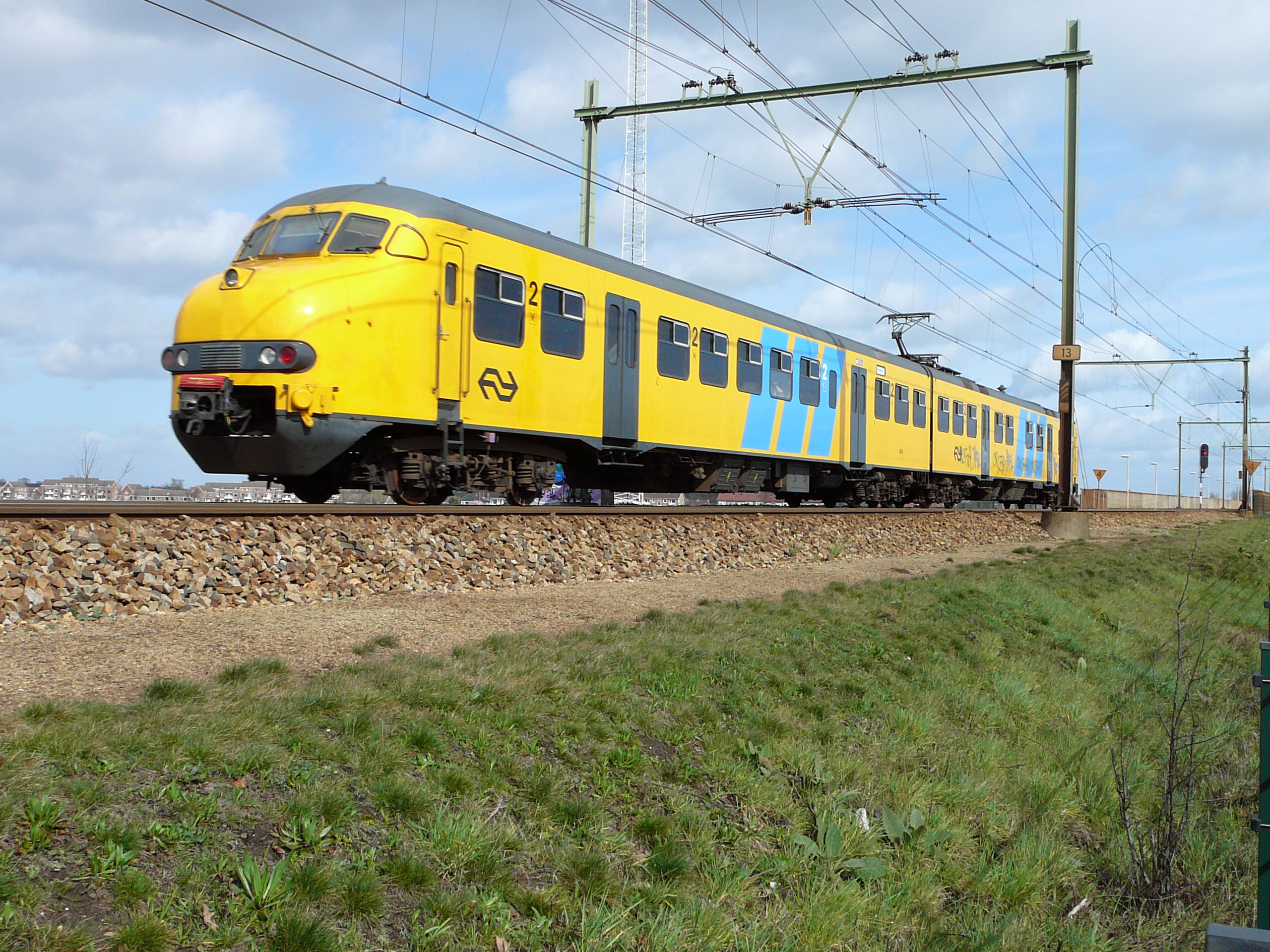
Plan V-treinstel 454 ziet er na een schilderbeurt weer als nieuw uit ondanks zijn hoge leeftijd.

In 1963 werden tussen NS en fabrikant Werkspoor besprekingen gevoerd over de vervolging van de levering Mat '64. Niet als vierwagenstellen zoals Plan T, maar als tweedelige treinstellen. Door Werkspoor werd een offerteprijs gesteld van ƒ 685.000 per treinstel bij afname van 38 stuks, overigens zonder de elektrische installatie en tractiemotoren van Heemaf en Smit. Uiteindelijk bestelde NS op 15 juni 1965 de eerste twee deelseries V1 en V2 van in totaal 30 treinstellen.

#### V1, V2 en V3
Werkspoor kon het eerste treinstel snel afleveren, want driekwart jaar later werd begin februari 1966 de eerste proefrit gemaakt met treinstel 401 uit de eerste serie V1. Daarna volgden in hoog tempo de andere treinstellen uit de V1-serie. Treinstel 415 werd al in mei van hetzelfde jaar afgeleverd. De bouw van de treinstellen uit de serie V2 liet even op zich wachten aangezien Werkspoor eerst de tweede series Motorposten en 24 rijtuigen Plan W bouwde. De serie V2 werd in 1967 afgeleverd, direct aansluitend gevolgd door de kleine serie V3 serie 431-438.

#### V4, V5, V6 en V7
Halverwege 1968 gaf NS aan Werkspoor opdracht voor het bouwen van 21 treinstellen, ingedeeld in de deelserie V4 met de nummers 441-461. Tegelijkertijd werd een order van tien treinstellen geplaatst bij de Duitse fabrikant Talbot (serie V5, 462-471). Volgens bronnen was deze Duitse leverancier goedkoper. Desalniettemin werden 12 treinstellen uit de volgende deelserie V6 weer door Werkspoor gebouwd. Ook de daaropvolgende serie V7 (nummers 801-840) werd besteld bij Werkspoor. Deze bestelling liep echter gelijk met het bericht dat de rollend materieelafdeling van Werkspoor werd gesloten, wat voor veel personele onrust zorgde. Uiteindelijk leverde dit enkele maanden vertraging op. Plan V met nummer 840 was het laatste treinstel van Nederlands fabricaat.

#### V8, V9, V10 en V11
Na sluiting van de fabrieken van Werkspoor in 1972 werden de overige treinstellen Plan V gebouwd door Talbot, de V8 tezamen met Düwag. Op 10 april 1972 brak brand uit bij Talbot waarbij een aantal in aanbouw zijnde bakken onherstelbaar werden beschadigd en Talbot nieuwe bakken moest bouwen. De verschillende deelseries werden achter elkaar gebouwd, geleverd en in dienst gesteld. Treinstel 965 was op 14 december 1976 het laatste treinstel Plan V dat werd geleverd, dit 10 jaar en 10 maanden na levering van het eerste treinstel met nummer 401.

### Uitvoering

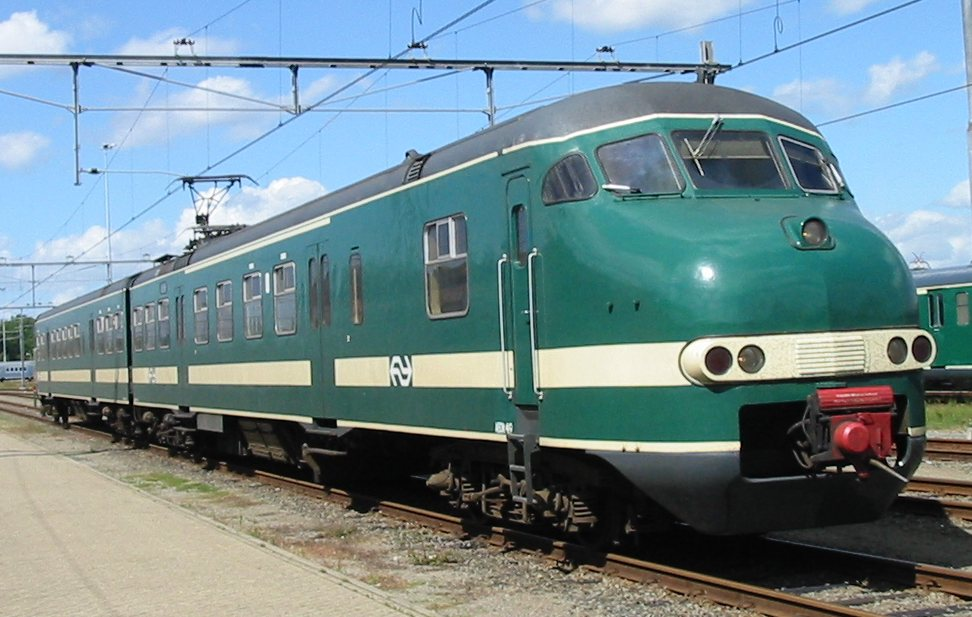
Net zoals dit voormalige museumtreinstel 419 werden de eerste treinen Plan V afgeleverd in de toen typerende groene kleurstelling van elektrische NS-treinen.

De Plan V-stellen uit de deelseries Plan V1-V3, de nummers 401-438, beschikten oorspronkelijk over een grote bagageruimte in de ABk-bak, wat het een ABDk-bak maakte. Eind jaren '90 werd de bagageruimte verbouwd tot "sta-ruimte" en voorzien van extra klapzittingen. Treinstel 431 was het eerste NS-treinstel dat in de nieuwe huisstijlkleur geel werd afgeleverd. De eerste 30 treinstellen werden, net als de Plan T-treinstellen, groen afgeleverd maar werden begin jaren '70 ook geel geschilderd. In 1995 kregen de oudste stellen 401-408 en 410-412 een koffieautomaat aan boord. Om dit aan de buitenzijde kenbaar te maken werden de stellen voorzien van enorme rode stickers van de koffieleverancier. Deze stellen werden voornamelijk ingezet in de stoptreindienst tussen Nijmegen en 's-Hertogenbosch. Een paar jaar later verdwenen de automaten en stickers weer. In 2004 werden de treinstellen 401-438 buiten dienst gesteld en niet veel later gesloopt. De Bk-bak van de 424 werd niet gesloopt maar werd gebruikt om Plan T-treinstel 528 te completeren. Treinstel 419 werd evenmin gesloopt, maar werd in 2004 door de NVBS in de originele groene kleur geschilderd. Aansluitend werd het treinstel door NS Reizigers gebruikt voor wegleerritten. Later is het stel bewaard door de nieuw opgerichte Stichting Mat '64. Bij een aanrijding op 10 januari 2009 bij NedTrain Leidschendam raakte de ABDk van dit stel ernstig beschadigd. De HIJSM heeft bruikbare onderdelen van de 419 verwijderd waarna deze werd gesloopt. De Stichting Mat '64 heeft in 2011 als vervanger de 904 in bezit gekregen.
Bij het ontwerp van de deelseries Plan V4 en V5 werd besloten om de stellen zonder bagageruimte te bouwen. Op de plaats van de bagageruimte kwam een tweetal coupés 2e klasse. Later werden de coupés vervangen door een open afdeling met 16 zitplaatsen waarbij het zijpad bleef gehandhaafd. Om onderscheid te kunnen maken tussen stellen met en zonder bagageruimte dacht men er aanvankelijk aan de stellen de nummers 311-331 te geven achter de oude serie 301-310. Omdat de bestelling van de 31 stellen werd uitgebreid met nog 12 stellen (V6) besloot men uiteindelijk de 43 stellen de nummers 441-483 te geven. Om toch het onderscheid te kunnen maken tussen stellen met en zonder bagageruimte werden de nummers 439 en 440 open gelaten.
De laatste deelseries Plan V7-V13, met de nummers 801-965, beschikten in tegenstelling tot de vorige drie deelseries weer over een kleine afdeling voor postvervoer. In tegenstelling tot de deelseries V1-V3 zat deze in de Bpk bak, waardoor dit een ABk werd. Deze postruimte is bij een aantal treinstellen aan het begin van de 21e eeuw verbouwd tot een kleine reizigerscoupé. De schuifdeuren zijn hierbij vervangen door ramen. De treinstellen werden hierdoor van buiten vrijwel gelijk aan de stellen 441-483. Bij de andere treinstellen zijn alleen extra klapzittingen geplaatst en de deuren slechts vergrendeld. Treinstellen 801-840 waren de laatste stellen die in Nederland zijn gebouwd. De overige stellen werden door Talbot en Düwag in Duitsland gebouwd.
In 2000 overwoog men de stellen 941-965 bij hun revisie te verbouwen en te voorzien van een luxer interieur voor dienst op een aantal niet-stoptreinen. Ze zouden daarbij worden vernummerd tot 2941-2965, omdat ze in een aparte omloop zouden dienstdoen. De revisie ging door, maar de geplande verbouwing niet. De stellen werden niet vernummerd en bleven in de reguliere omloop meedraaien.
De treinstellen 901-915 werden aangepast voor eenmansbediening op de Merwede-Lingelijn (Dordrecht – Geldermalsen). Op deze stellen waren, nabij de baknummers, de letters Ddr-Gdm (de verkortingen voor beide eindpunten) aangebracht. De exploitatie met eenmansbediening is op deze lijn pas ingevoerd met de komst van nieuw materieel. Deze treinstellen werden daarna weer in roulatie genomen. Van de treinstellen 951-965 werd vanaf eind 2005 de elektrische installatie aangepast zodat deze sneller konden optrekken. Daardoor konden zij de dienstregeling Zwolle – Emmen beter op tijd rijden. Deze zogenaamde super-V's vervingen hier de in december 2005 buiten dienst gestelde Railhoppers.
In tegenstelling tot Plan T behield Plan V bij revisies de oorspronkelijke tegenover elkaar geplaatste banken. Wel is bij diverse revisies de bekleding vervangen: in plaats van de oorspronkelijke donkergroene of rode bekleding, heeft Plan V donkerblauwe bekleding gekregen in de eerste klas, en blauw/groene (441-920) of paarse (401-438 en 921-965) bekleding in de tweede klas waarbij bij de laatst genoemde stellen ook een paars interieur kregen waarbij de TL-verlichting werd ingebouwd in een kast aan het plafond. Ook werd de schuifdeur tussen de wagenbakken en de vouwbalg automatisch sluitend gemaakt.

### Interieur Plan V

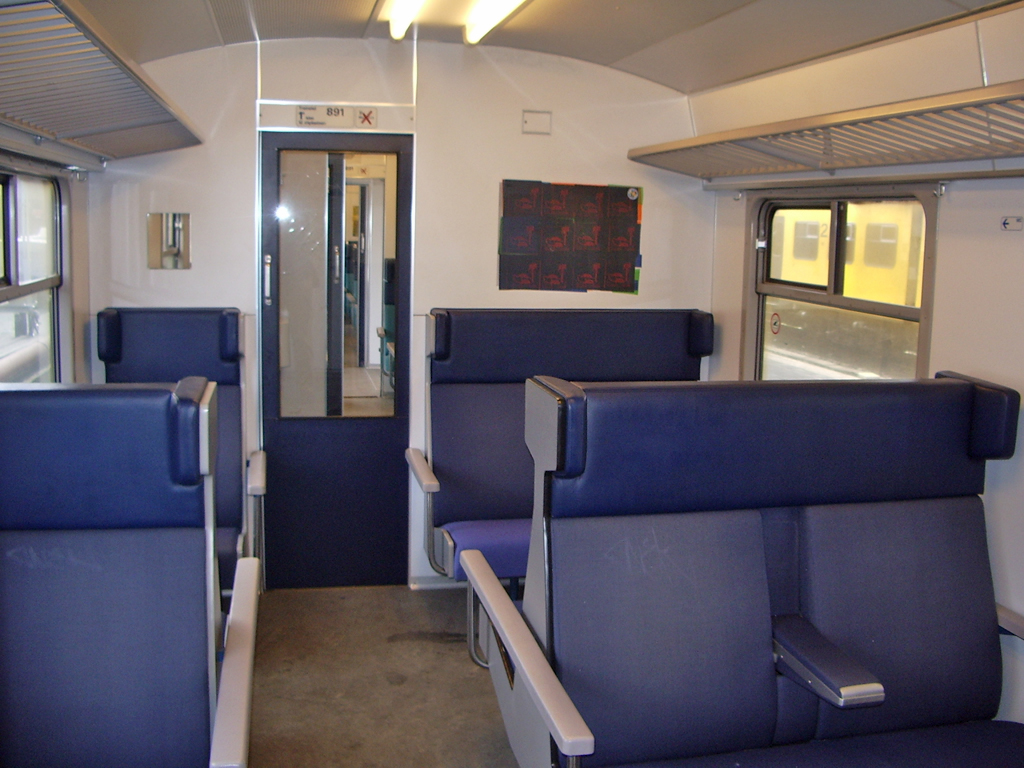
Het donkerblauwe interieur van Plan V, eerste klas.
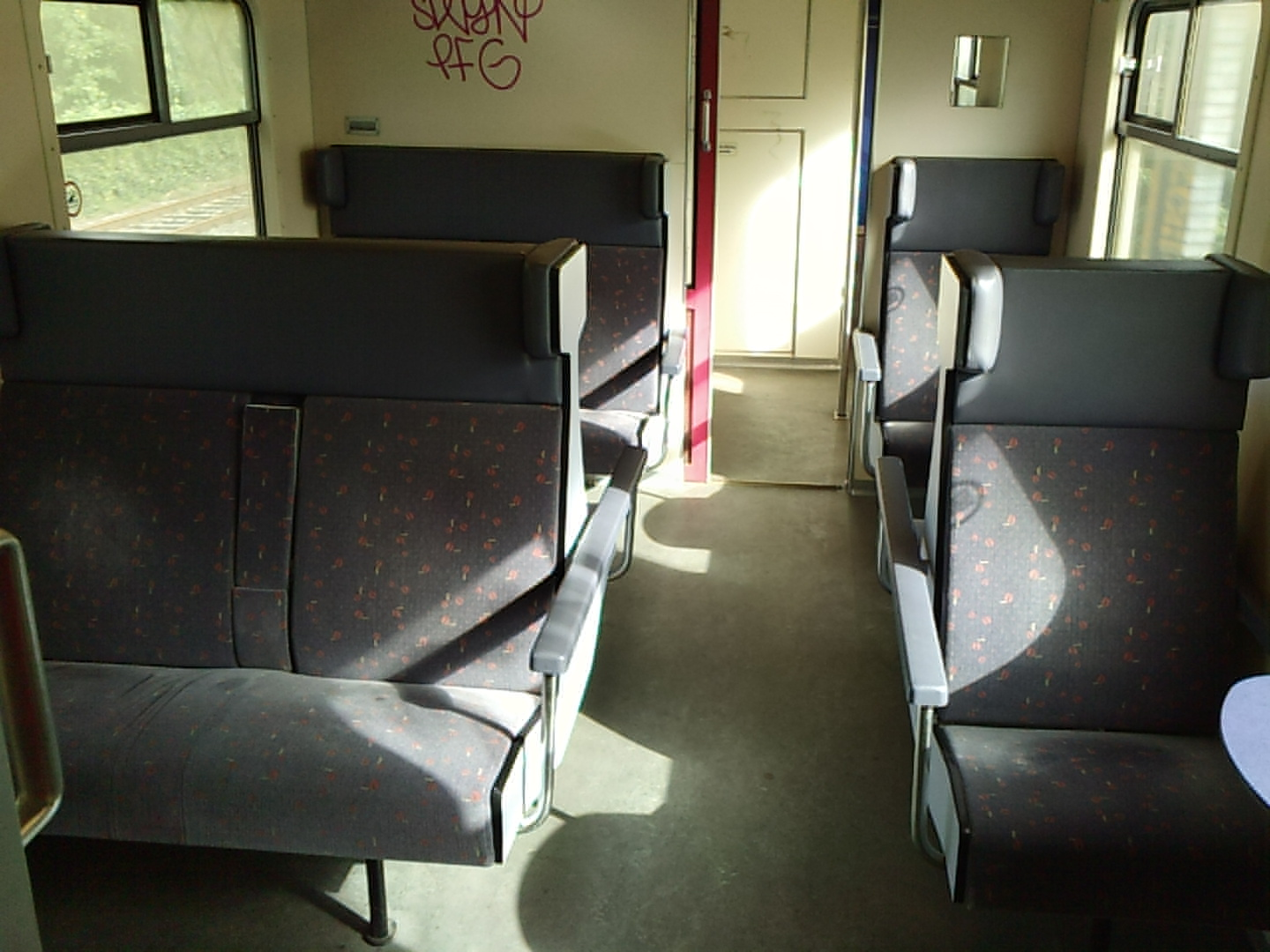
Het paarse interieur van Plan V, eerste klas
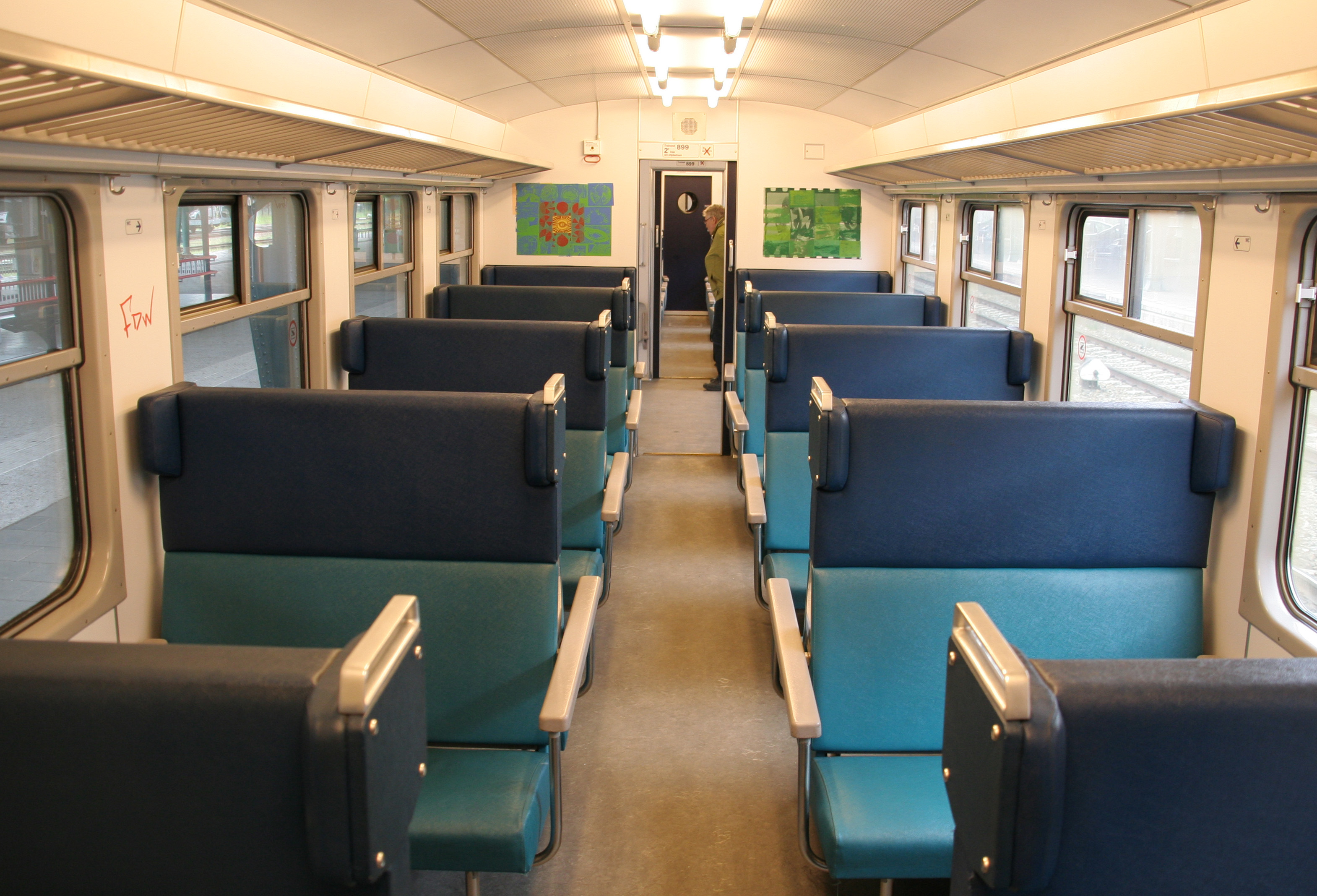
Het blauw/groene interieur van Plan V, tweede klas
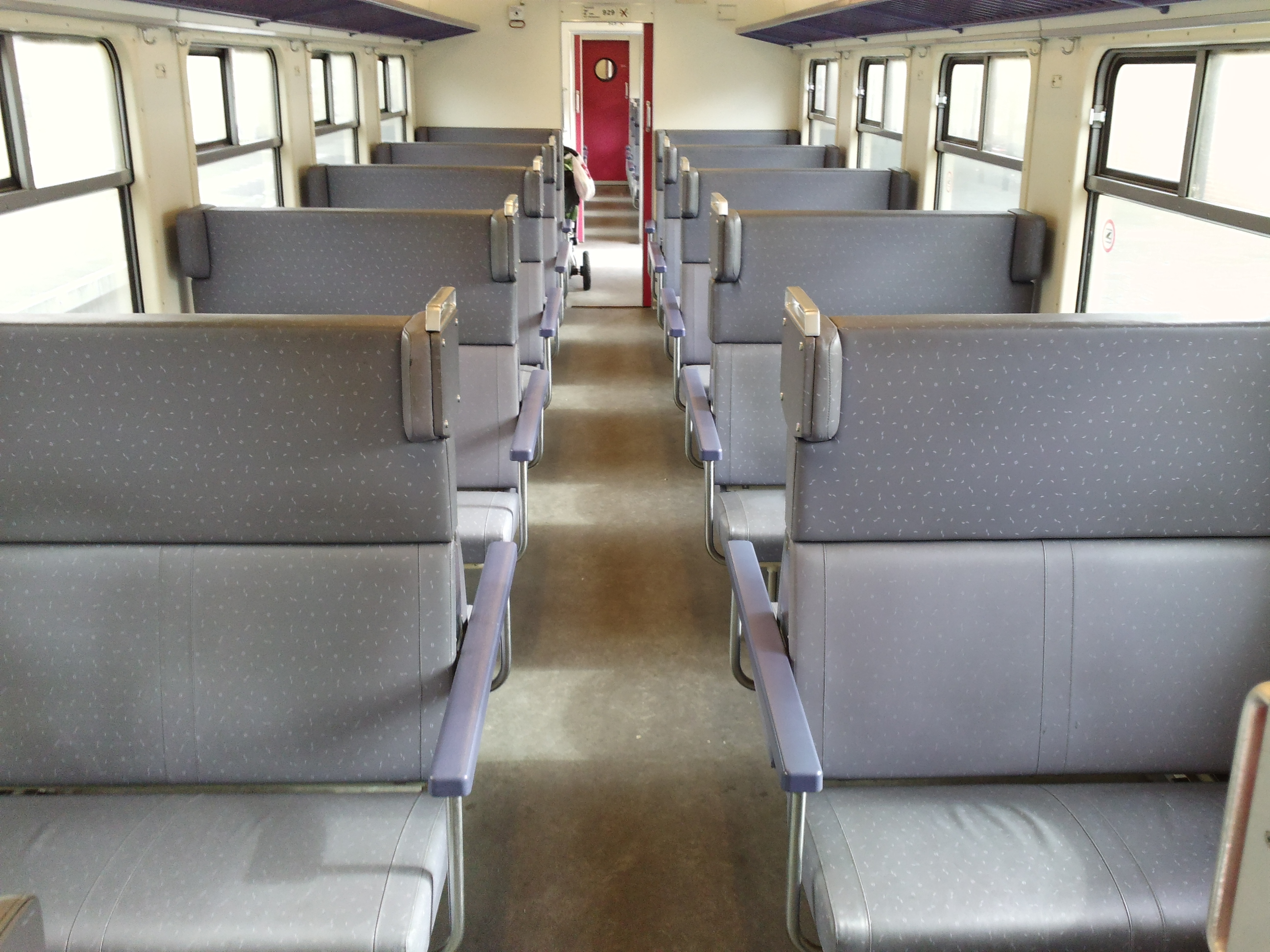
Het paarse interieur van Plan V, tweede klas
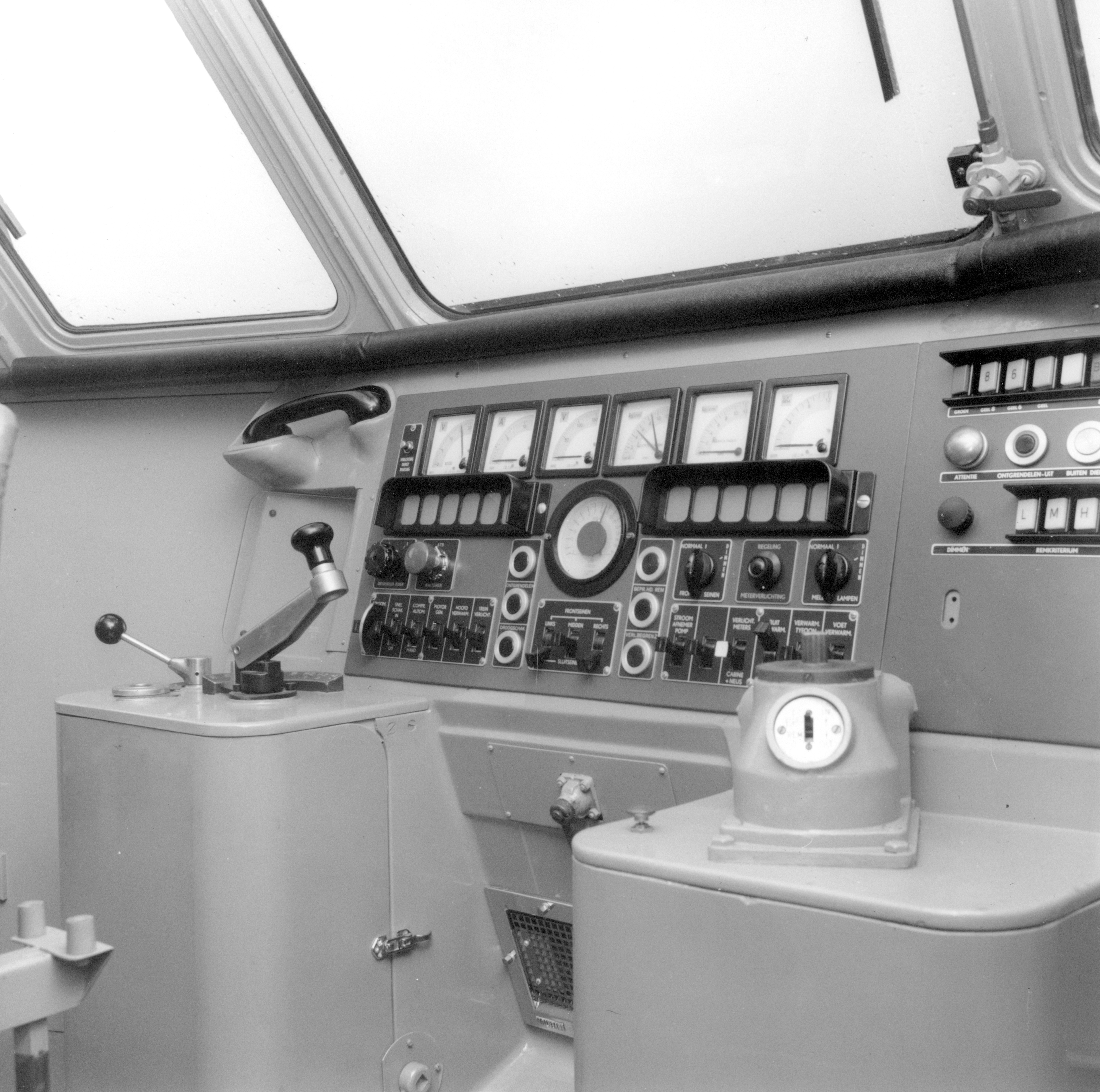
Stuurstand van Plan V

### Afbeeldingen Plan V

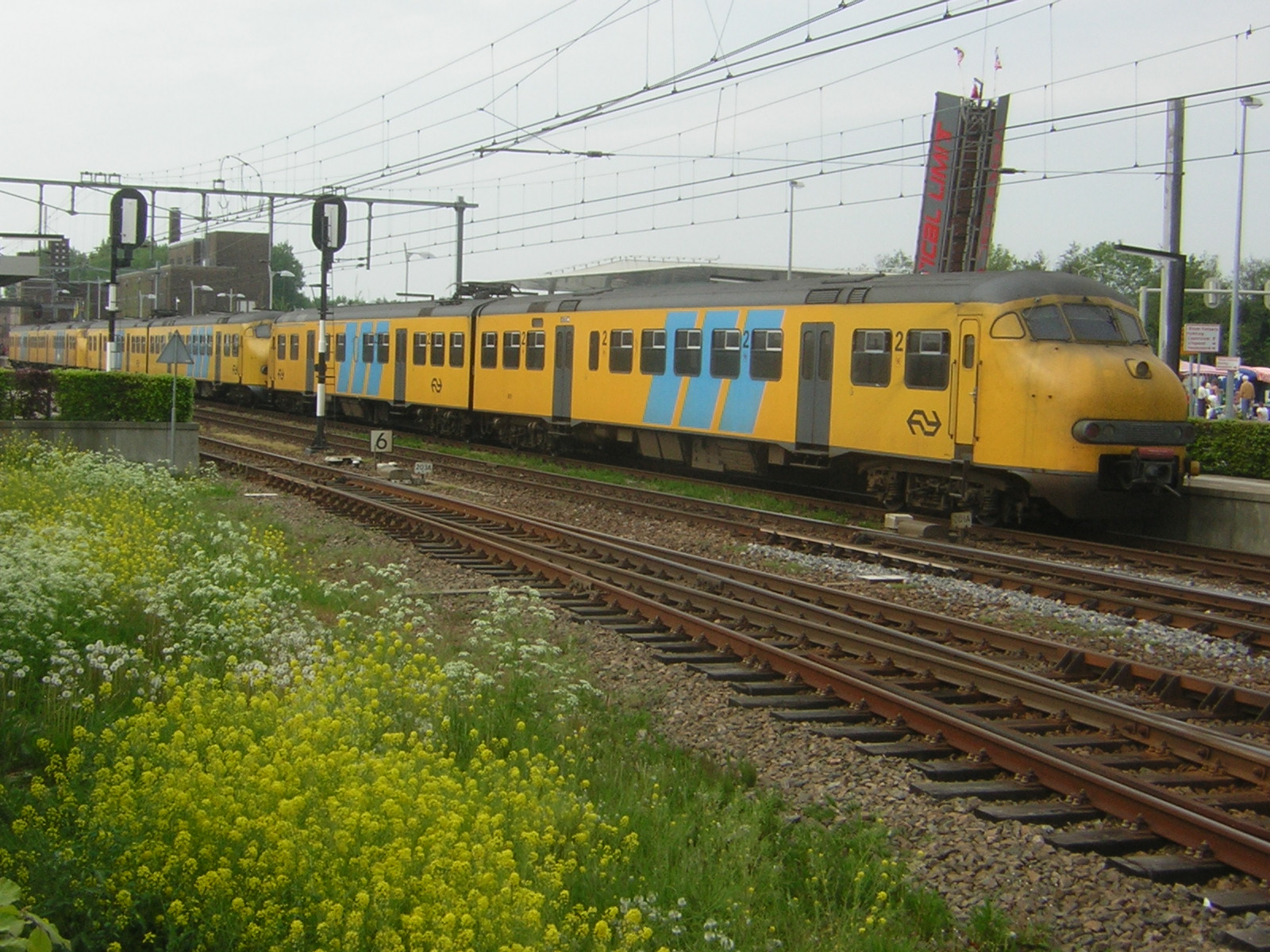
Plan V-stellen te Uitgeest
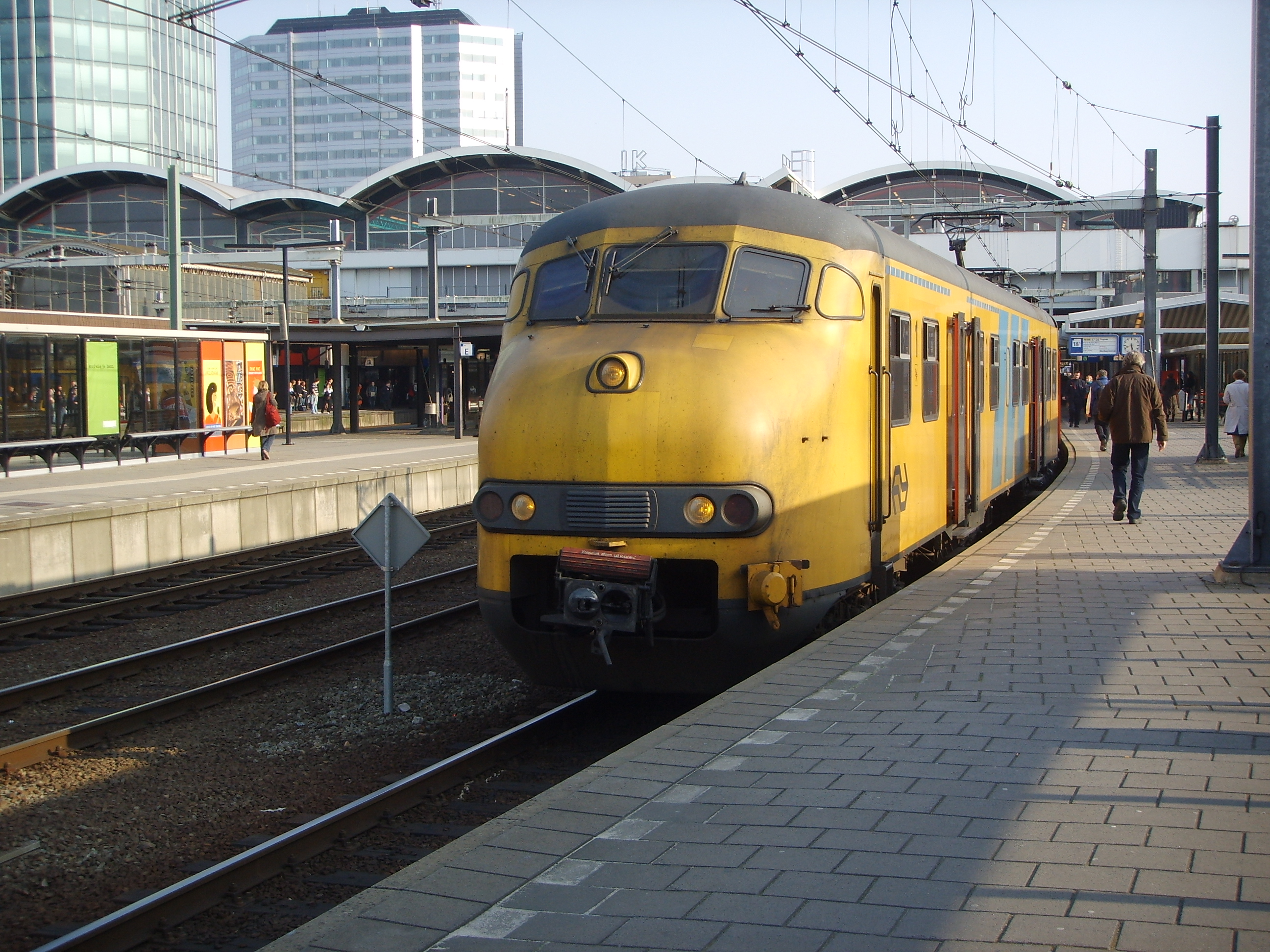
Plan V op Utrecht Centraal, als stoptrein naar Den Haag
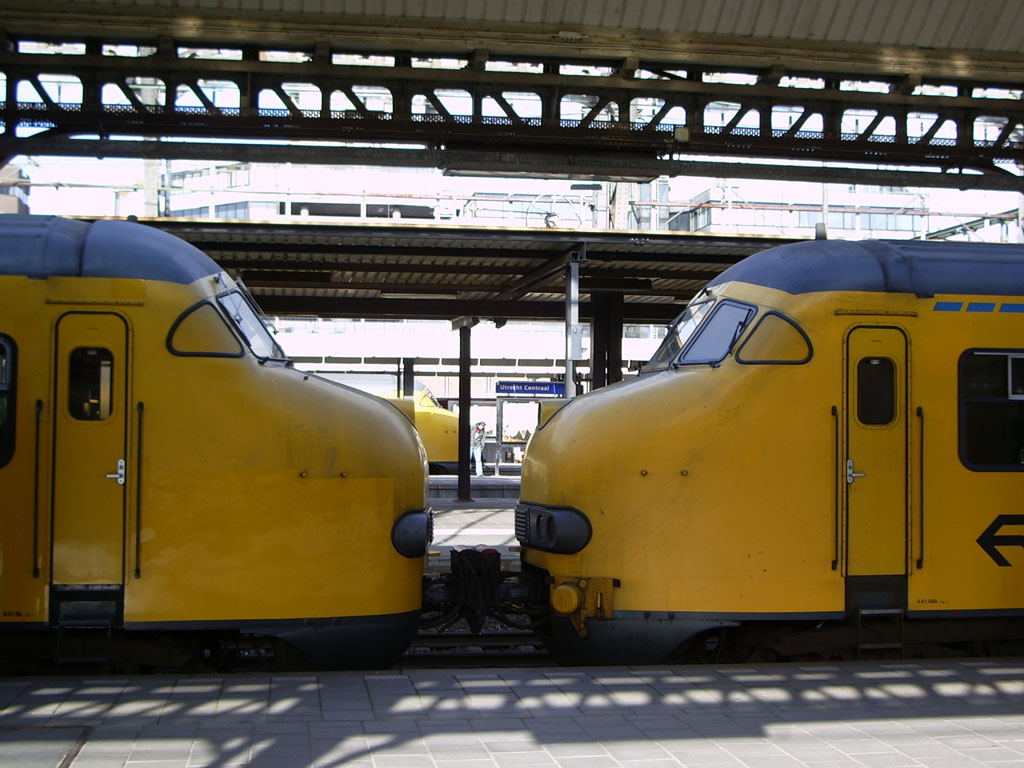
Koppeling tussen twee stellen Plan V
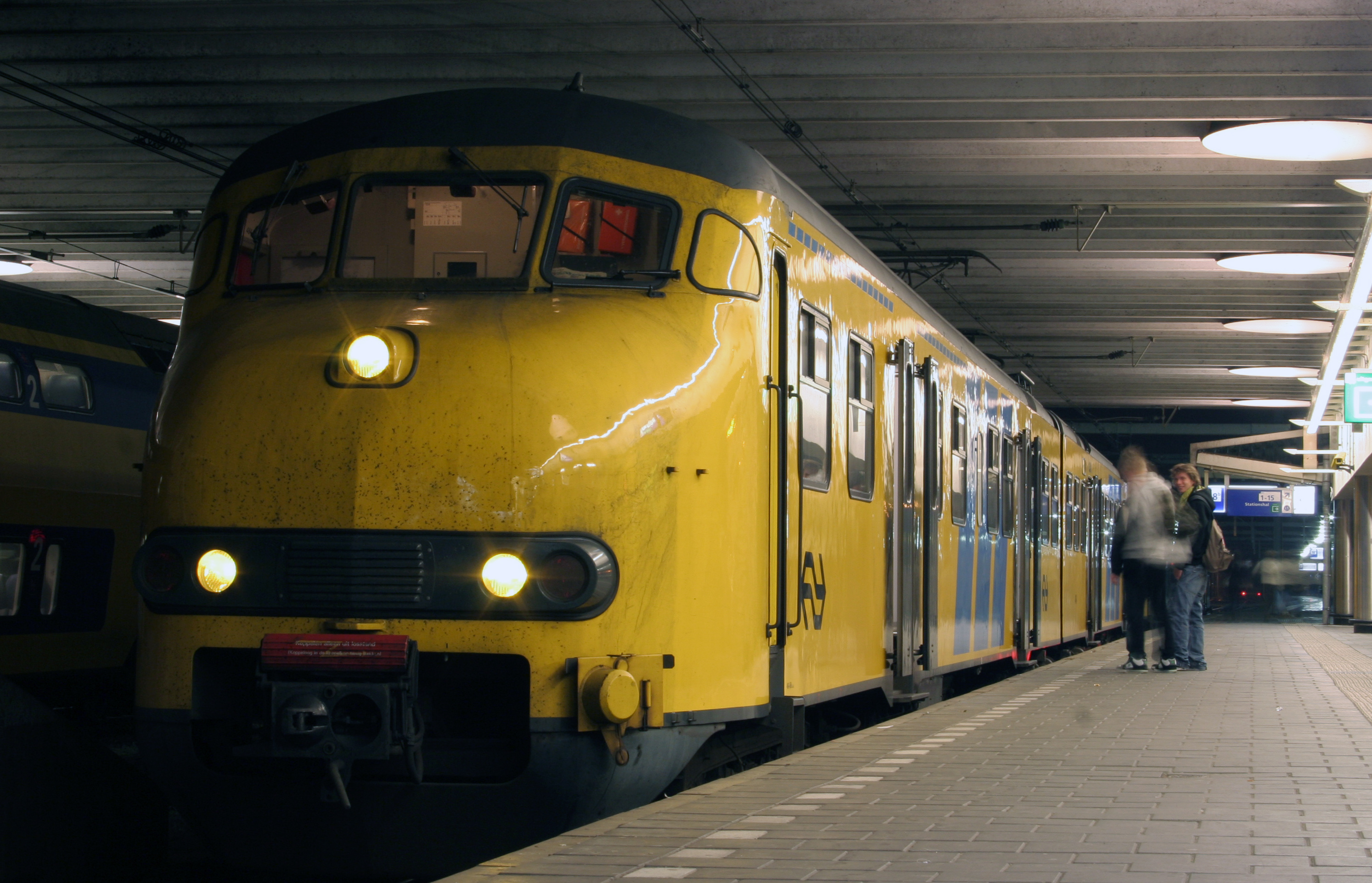
Een plan V te Utrecht
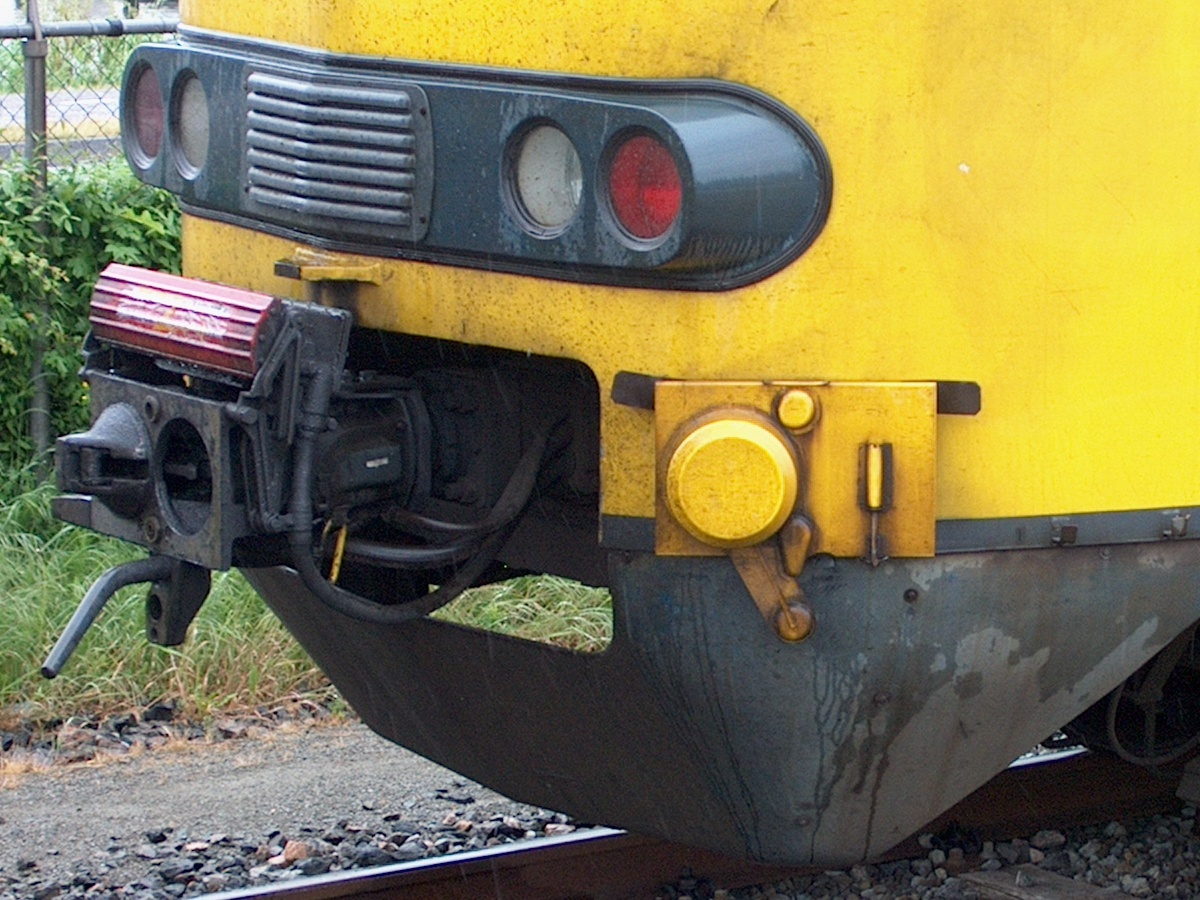
Koppeling Mat '64
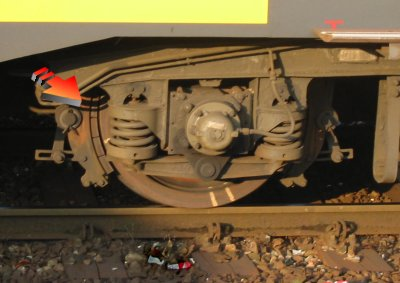
Remblok Mat '64
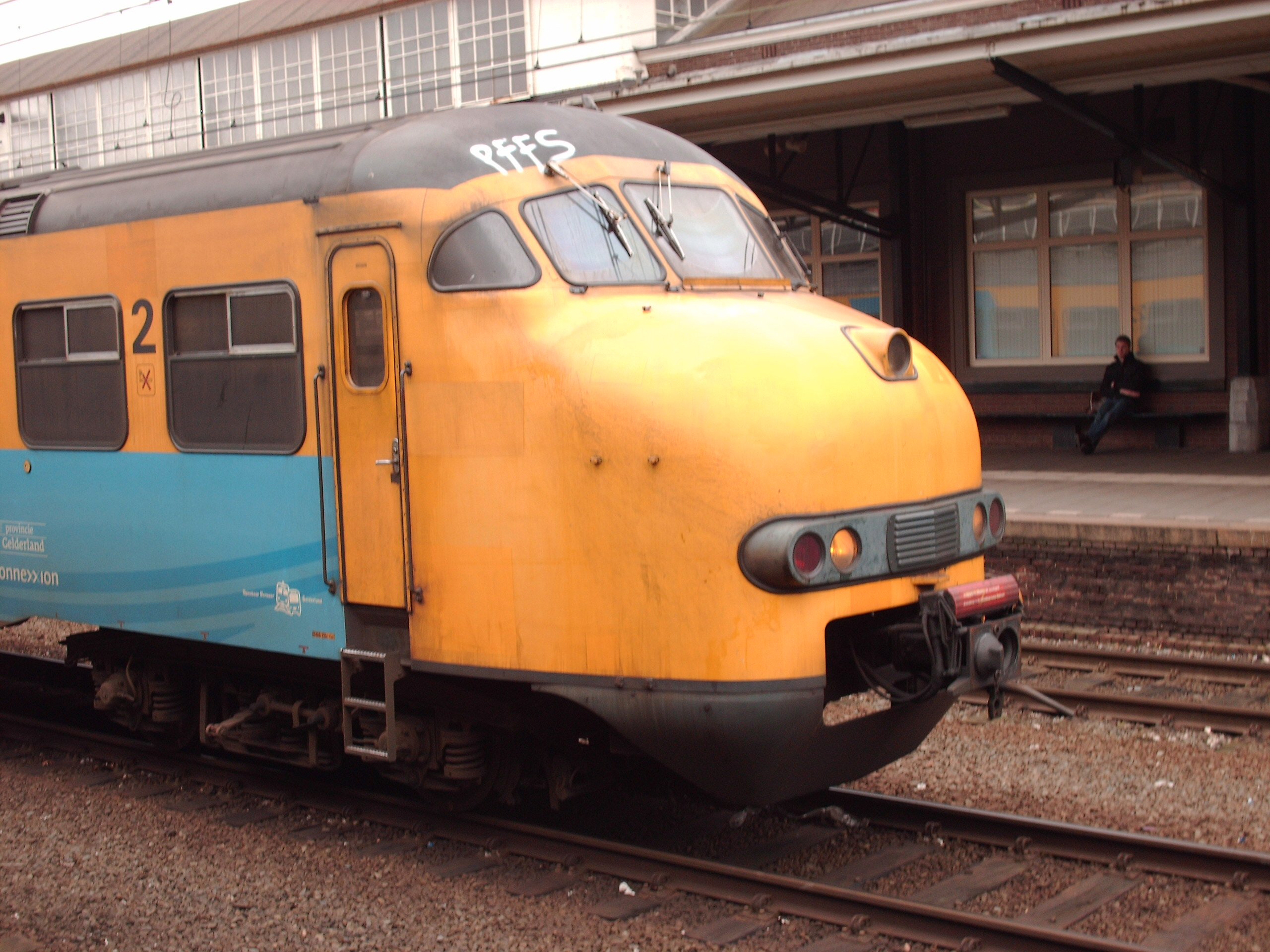
Treinstel 844 was een plan V met grijze hoekruitjes.

## Inzet

### Inzet bij NS door de jaren heen

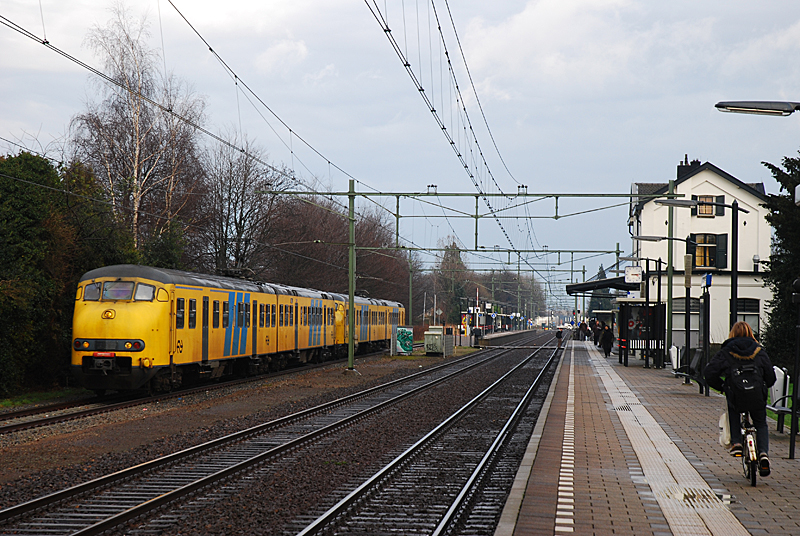
Een trein bestaande uit Materieel '64 passeert Station Oisterwijk; 2008.

Het totale bestand Materieel '64 bestond uit een zeer groot aantal treinstellen en werd lange tijd op bijna elke geëlektrificeerde spoorlijn in Nederland ingezet. Het is daarom onmogelijk om een totaalbeeld van de inzet te krijgen. Er zijn wat hoofdlijnen te noemen:
Het Treinstel Toekomst, de 501, werd uitgebreid beproefd op het Nederlandse spoorwegnet. Het treinstel werd hierna ingezet in de stoptreindienst tussen Utrecht en Zwolle. De vervolgseries Plan T kwamen vooral te rijden op de lijn Amsterdam – Den Helder, de Oude Lijn en tussen Amsterdam en Rotterdam. Bij spoorslag '70 reden ze ook op intercitylijn A tussen Amsterdam en Den Helder. In de loop der jaren kwamen de treinstellen ook op andere verbindingen te rijden. Zo vervingen ze in 1974 na de elektrificatie van de spoorlijnen Zaandam – Enkhuizen en Heerhugowaard – Hoorn het dieselmaterieel op deze lijnen. Halverwege de jaren '80 kwamen de stellen ook op de Flevolijn (Weesp – Lelystad) en op de Schiphollijn (Schiphol Airport – Leiden). Ook reden ze tussen begin jaren '90 en de zomer van 2008 regelmatig een wisselend aantal diensten tussen Zwolle en Roosendaal. Met de invoering van de IC'90-treinen kwamen de treinstellen voor het eerst planmatig in Leeuwarden. In die periode werden de treinstellen grotendeels door het nieuwe dubbeldeksmaterieel van hun oude stamlijnen verdreven.
Naarmate in 2008 en 2009 steeds meer treinstellen buiten dienst werden gesteld, werd het resterende Plan T-materieel voornamelijk ingezet in de stoptreindiensten rondom Utrecht en op de Oude Lijn. Met het ingaan van de dienstregeling 2010 kwamen de resterende treinstellen in onderhoud bij NedTrain in Maastricht en werden ze planmatig alleen nog ten zuiden van de grote rivieren ingezet.
De eerste Plan V-treinstellen kwamen op de Hofpleinlijn te rijden. Later reed het materieel ook tussen Amsterdam en IJmuiden en tussen Dordrecht en Roosendaal. Ook versterkten ze de Plan T-treinstellen op hun stamlijnen. De eerste gele gehuisstijlde plan V's werden in 1968 ingezet tussen Utrecht en Leiden. Later volgden onder andere de Hoekse Lijn en de treindienst tussen Utrecht en Baarn. Naarmate er meer treinstellen in dienst kwamen, volgden ook de meeste andere stoptreindiensten rond Utrecht.
Ook hebben ze als vervangend materieel zo nu en dan dienstgedaan naar het Duitse Bad Bentheim en het eveneens Duitse Emmerik dienstgedaan bij een calamiteit, verstoring of uitgevallen internationale trein. Ook werden ze op rustige tijden (vroege en late ritten) ingezet in de intercitydiensten tussen Amsterdam en Maastricht en Vlissingen.
De stellen 841-844 werden in 1978 speciaal aangepast voor inzet op de destijds nog geïsoleerd liggende Schiphollijn.
Begin jaren '80 vervingen de Plan V-treinstellen het Materieel '46 in de Zuid-Limburgse stoptreindiensten. Dit werd mogelijk doordat in de Randstad het nieuwe Stadsgewestelijk Materieel ging rijden. Tien jaar later werd het Materieel '54 vervangen in de stoptreindiensten rond Eindhoven en tussen Utrecht en Tiel. Deze verschuiving werd mogelijk doordat het dubbeldeksmaterieel in de drukste verbindingen in de Randstad dienst deed. Behalve in de genoemde stoptreindiensten kwam een groot aantal Plan V-treinstellen, net als de Plan T-treinstellen, vanaf medio jaren '90 ook te rijden tussen Zwolle en Roosendaal. Ook reden de stellen in deze periode enkele jaren de stoptreinen tussen Zwolle en Groningen.
Sinds 2005 werden ze volledig ingezet op de Emmerlijn en later ook op de stoptreindienst in Zeeland. Ook verschenen ze voor bepaalde tijd tussen Apeldoorn (tot december 2006 Deventer) en Enschede. Met de dienstregeling van 2013 verdwenen ze in Zeeland en van de spoorlijn Zwolle – Emmen die toen van NS naar Arriva ging. De speciaal voor de Emmerlijn aangepaste 'turbostellen' (951, 952, 954-958 en 961-965) keerden terug naar andere spoorlijnen en reden tot september 2013 in combinatie met de overige stellen onder meer, na enkele jaren afwezigheid, op de Stichtselijn in de provincie Utrecht met de bestickering van de Provincie Overijssel en Drenthe nog aan de zijkant. Tot 1 april 2013 reden ze ook op de tijdelijke intercity-spitstreindienst Enschede – Deventer – Zwolle (ochtendspits) en Zwolle – Deventer – Hengelo (middagspits). Daarnaast verschenen ze ook weer op de sprinterdienst Arnhem – Ede-Wageningen.
Sinds 7 september 2015 reden ze planmatig naast deze dienst alleen nog op de sprinterdienst ten zuiden van Roermond en de sprinterdienst tussen Tilburg en Eindhoven. Regelmatig werden ze ook nog als vervangend materieel op andere spoorlijnen buiten de Randstad ingezet. Met ingang van de dienstregeling 2016 waren er voor Mat '64 geen planmatige diensten meer. Dit ondanks grote materieeltekorten bij NS, Kamervragen en protesten tegen buitendienststelling van treinstellen die nog wel konden doorrijden. De nog aanwezige dienstvaardige stellen waren echter nog wel beschikbaar als reserve voor de bijsturing en werden in meer of mindere mate afwisselend ingezet indien noodzakelijk. De verwachting was dat in het voorjaar van 2016 de laatste treinstellen Mat '64 buiten dienst konden gaan, afhankelijk van de materieelbehoefte en wanneer de uiterste revisietermijn werd bereikt van de stellen.
Het onderhoud aan de stellen werd door Nedtrain Maastricht op 1 maart 2016 beëindigd. Alle stellen die nog reden kregen geen verlenging van onderhoud meer en konden dus maximaal rijden tot een half jaar na hun laatste controlebeurt. Met het wijzigingsblad van maandag 4 april 2016 kwamen de resterende stellen echter formeel buiten dienst te staan, onder meer in Maastricht op het opstelspoor aan de Meerssenerweg, in Nijmegen op het opstelterrein aan het Ridderspoor en nabij Amsterdam in de Houtrakpolder waar later ook de stellen uit Maastricht en Nijmegen werden opgeslagen in afwachting van sloop. Enkele exemplaren of bakken van eerder buiten dienst gestelde stellen stonden nog elders in het land opgesteld zoals in Amsterdam bij de Zaanstraat en op de Dijksgracht.

### Inzet bij regionale vervoerders
Eind 2006 gingen voor het eerst enkele geëlektrificeerde regionale lijnen na aanbesteding over naar andere vervoerders. Deze vervoerders hadden op de aanvangsdatum van de dienstregeling 2007 geen beschikking over eigen elektrisch materieel en huurden daarom in eerste instantie enkele Plan V-treinstellen van NS.

#### Connexxion
Van 10 december 2006 tot eind 2007 werden de vijf stellen 836-840 door Connexxion op de Valleilijn tussen Amersfoort en Ede-Wageningen ingezet. Hierna werden deze stellen vervangen door de eigen Protos-treinstellen. De aan Connexxion verhuurde Mat '64-treinstellen kregen ter herkenning een lichtblauwe Valleilijnsticker in een baan over de zijkanten, onder de ramen. Vanwege testen aan een Protos-treinstel werd treinstel 840 van februari tot april 2008 tijdelijk opnieuw verhuurd aan Connexxion. Vanaf eind 2008 werd ook stel 844 enige tijd aan Connexxion verhuurd omdat een van de Protos-treinstellen met schade langdurig terzijde stond. Sinds eind oktober 2008 huurde Connexxion treinstel 867 om de dienst tussen Amersfoort en Barneveld Noord door te kunnen trekken naar Barneveld Centrum. In verband met het verstrijken van de revisietermijn ging stel 867 in december 2011 terzijde. Ter vervanging hiervan reed Connexxion vanaf 16 december 2011 met stel 919 op de Valleilijn. Dit stel kreeg, in tegenstelling tot de andere treinstellen een blauwe Valleilijnsticker die de gehele zijkant bedekte. De koppen bleven geel. Sinds de komst van het extra nieuwe eigen treinstel type GTW werd de 919 alleen ingezet als er niet voldoende eigen stellen beschikbaar waren. Het is inmiddels buiten dienst gesteld en samen met de 867 gesloopt.

#### Arriva
Ook vanaf 10 december 2006 werden de acht stellen 863-870 door Arriva ingezet op de Merwede-Lingelijn (Dordrecht – Geldermalsen). Op 14 september 2008 werd Plan V hier vervangen door het Spurt-materieel.

#### Veolia
Eveneens vanaf 10 december 2006 werden de acht stellen 841-845 en 847-849 door Veolia Transport ingezet op de Heuvellandlijn (Maastricht Randwyck – Kerkrade Centrum). Op 28 november 2008 reed Veolia voor het laatst met een trein bestaande uit een Plan V-treinstel. Sindsdien reed Veolia alleen nog met het nieuwe Velios-materieel.

#### Keolis

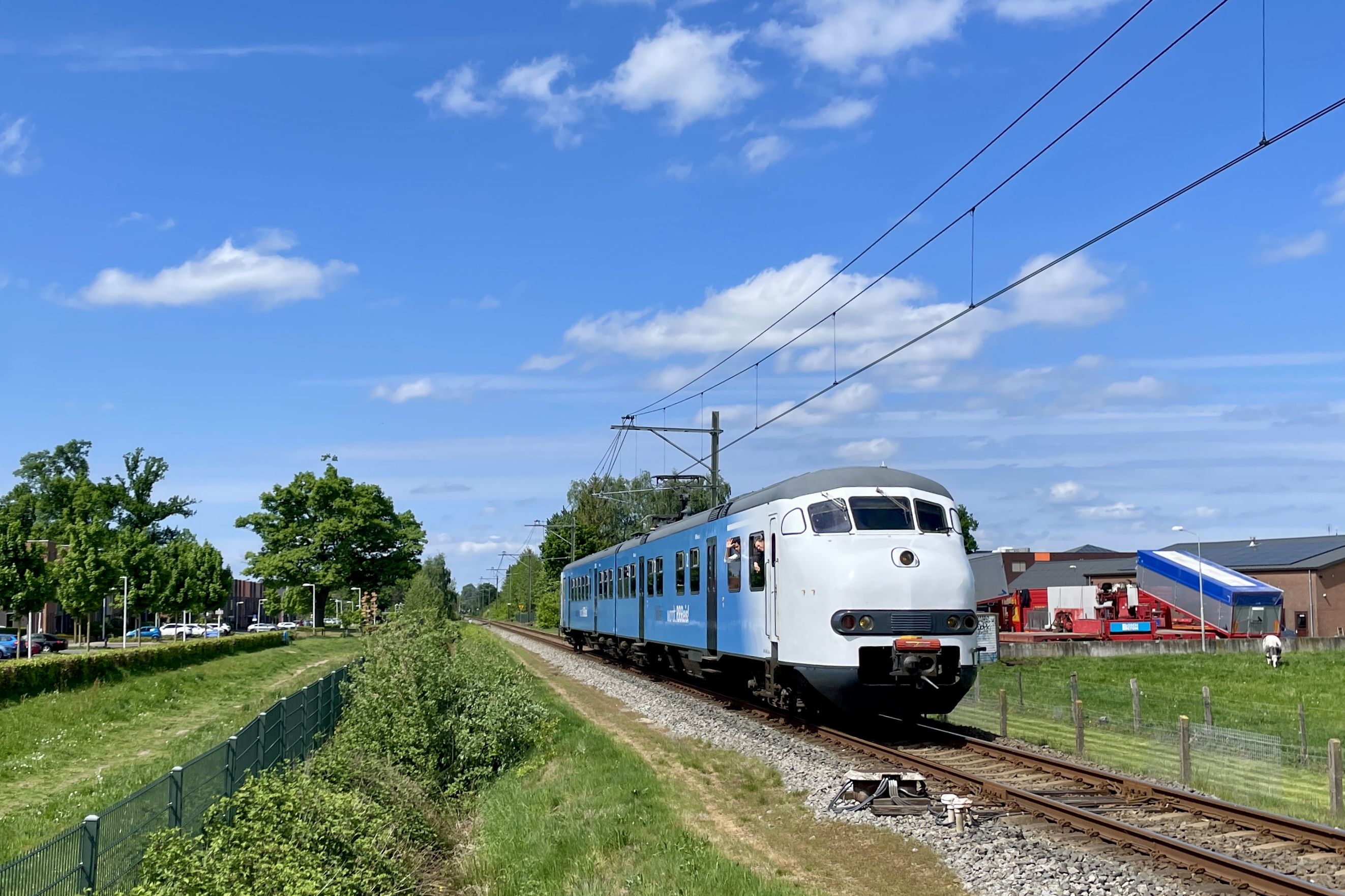
Plan V 904 in Valleilijn-kleuren nadert Barneveld Zuid op de eerste dag van inzet voor Keolis.

In 2024 werd bericht dat treinstel 904 van de Stichting 2454 CREW opnieuw zou worden ingezet op een aantal ochtendspitsritten op het traject Amersfoort Centraal - Barneveld Zuid. Aanleiding was een tijdelijk materieeltekort vanwege de renovatie van het bestaande materieel van Keolis op de spoorlijn tussen Amersfoort en Ede.
Op 7 januari 2025 werd in de Gelderlander bevestigd dat dit type trein inderdaad zou worden ingezet. De traditionele NS-huisstijl werd vervangen door de huisstijl van Keolis. Op 19 april 2025 werd in de Barneveldse Krant bekendgemaakt dat de 904 op 3 mei 2025 voor het eerst in de dienstregeling zou worden ingezet. Het betrof een aantal ritten voor belangstellenden. Vanaf 6 mei 2025 zou de trein ingezet gaan worden in de spitsdienst tussen Amersfoort Centraal en Barneveld Zuid. Daarnaast zou de trein – als deze bij Keolis niet nodig is – inzetbaar zijn voor de Stichting 2454 CREW als chartertrein.

### Dienstregeling 2015

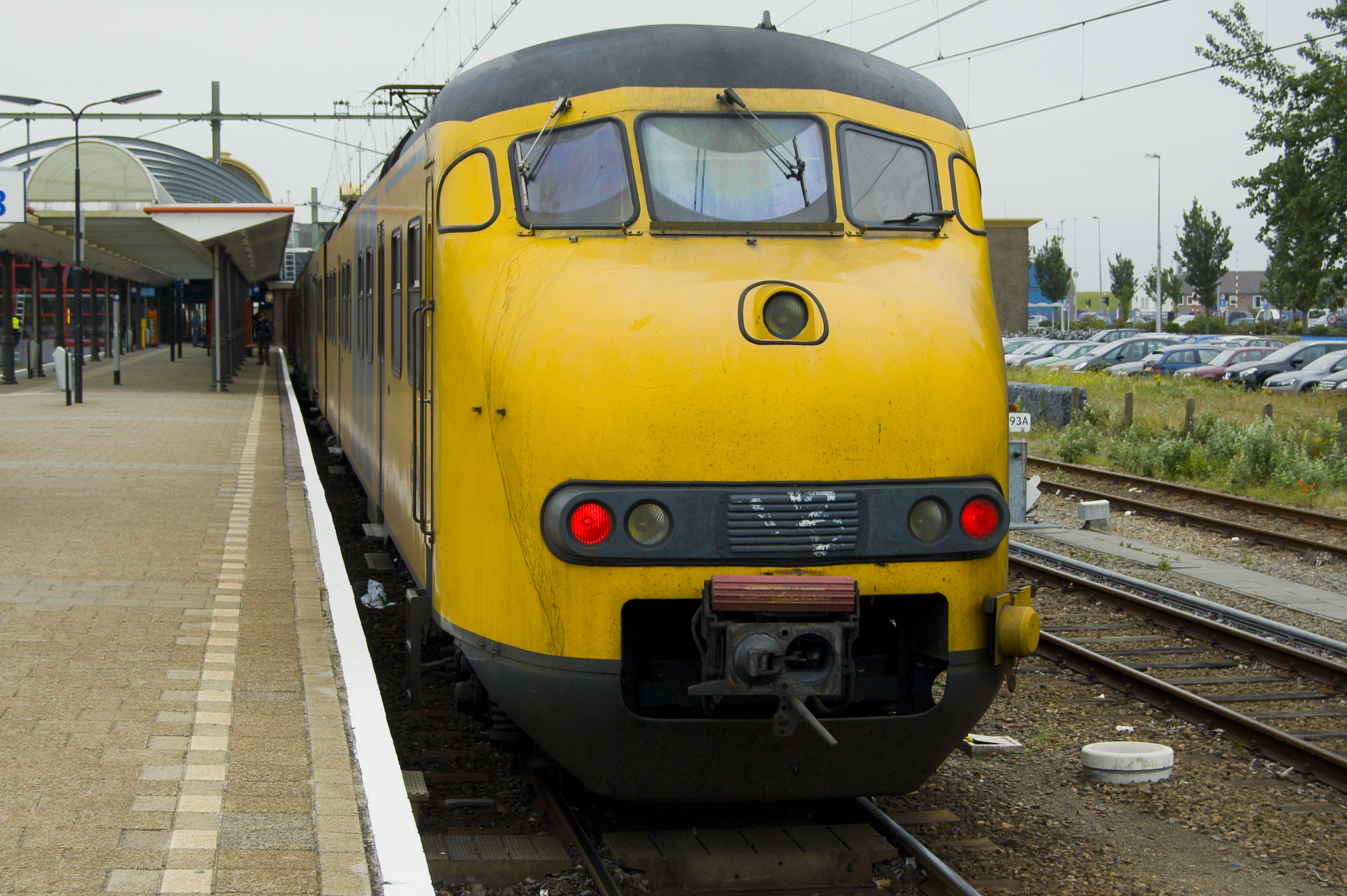
Plan V 441, afgeleverd in augustus 1969, deed dienst tot en met maart 2016 en heeft meer dan 46,5 jaar in de reizigersdienst gereden, het langste van alle elektrische NS-treinstellen in de normale dienst.

In de NS-dienstregeling 2015, ingegaan op 14 december 2014, werden de volgende treinseries volgens de materieelomloop geheel of gedeeltelijk gereden met Mat '64.
| Serie      | Treinsoort                          | Route | Bijzonderheden |
| ---------- | ----------------------------------- | --- | --- |
| 4400       | Sprinter (NS)                       | Oss – 's-Hertogenbosch – Eindhoven Centraal – Helmond – Deurne                                                                        | Rijdt in de ochtendspits van maandag t/m donderdag twee ritten van/naar Oss, waarbij richting Oss non-stop wordt gereden tussen 's-Hertogenbosch en Oss.         |
| 5200       | Sprinter (NS)                       | Den Haag Centraal – Den Haag HS – Delft – Schiedam Centrum – Rotterdam Centraal – Rotterdam Blaak – Rotterdam Lombardijen – Dordrecht | Rijdt enkel van maandag tot en met donderdag tot circa 19:00 uur.                                                                                                |
| 6800       | Sprinter (NS)                       | Den Haag Centraal – Gouda – Gouda Goverwelle                                                                                          | Rijdt alleen tijdens de spits van maandag t/m donderdag. |
| 6900       | Sprinter (NS)                       | Den Haag Centraal – Gouda – Utrecht Centraal – Geldermalsen – Tiel                                                                    | Rijdt alleen van maandag t/m donderdag tot 18:00 uur. |
| 7500       | Sprinter (NS)                       | Ede-Wageningen – Arnhem Centraal | |
| 9600 IC 35 | Intercity direct (NS International) | Den Haag HS – Rotterdam Centraal – Breda – Antwerpen-Centraal – Mechelen – Brussel-Centraal – Brussel-Zuid/Midi                       | Opgeheven per dienstregeling 2022. |
| 7400       | Sprinter (NS)                       | Uitgeest – Zaandam – Amsterdam Centraal – Breukelen – Utrecht Centraal – Driebergen-Zeist                                             | Rijdt alleen tijdens de brede spitsuren, waarbij net na de ochtendspits en net vóór de middagspits enkel tussen Uitgeest en Utrecht Centraal v.v. wordt gereden. |
| 20800      | Intercity                           | Heerlen – Sittard | Opgeheven per dienstregeling 2017. |
| 23500      | Intercity                           | Heerlen – Sittard | Opgeheven per dienstregeling 2018. |

### Dienstregeling 2016
In de dienstregeling 2016, ingegaan op 13 december 2015, had NS het voornemen om het Mat '64 niet meer in te zetten. Door een tekort aan inzetbaar ander materieel bleek dit niet haalbaar, waardoor een aantal wisselende stellen nog tot eind maart werden ingezet. Er was geen sprake meer van een planmatige inzet. Zij werden ingezet op de trajecten waar zij nodig waren, in veel gevallen waar zij ook in 2015 te zien waren.
Van de oorspronkelijke 246 treinstellen Plan V waren er tot medio maart nog 20 inzetbaar. Het ging hierbij om de stellen 441, 444, 446, 447, 449-451, 453-455, 457, 458, 463-466, 469, 478, 480 en 482. Op 30 maart 2016 werden voor het laatst stellen in de reizigersdienst ingezet.

### Dienstregeling 2025
Vanaf 6 mei 2025 is de 904 ingedeeld op ritten 31409/31410 en 31413/31414 tussen Amersfoort Centraal en Barneveld Zuid.

## Afvoer

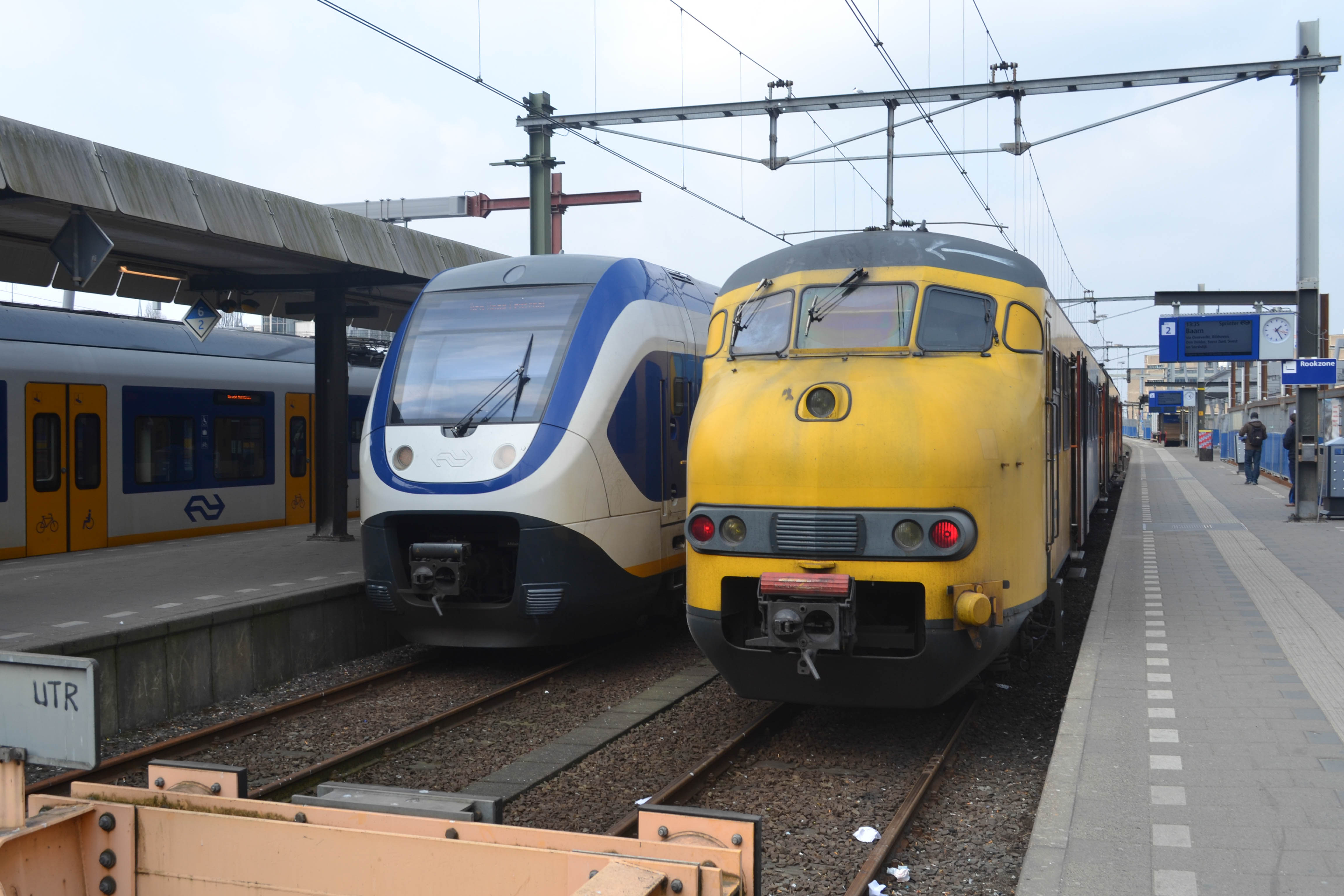
Plan V naast de directe vervanger van dit materieel, de Sprinter Lighttrain, te Utrecht Centraal.

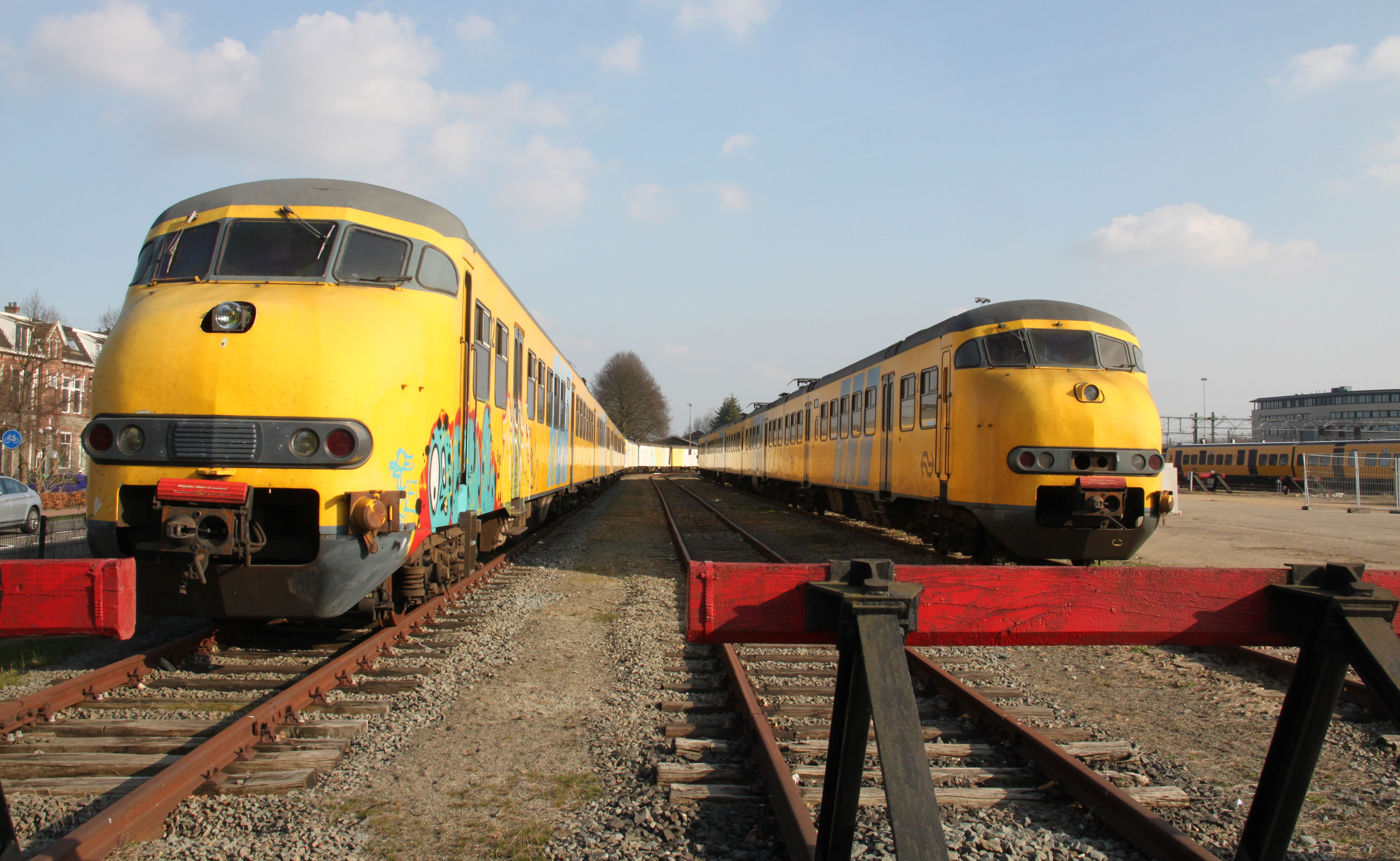
Plan T opgelegd te Zwolle in 2011.

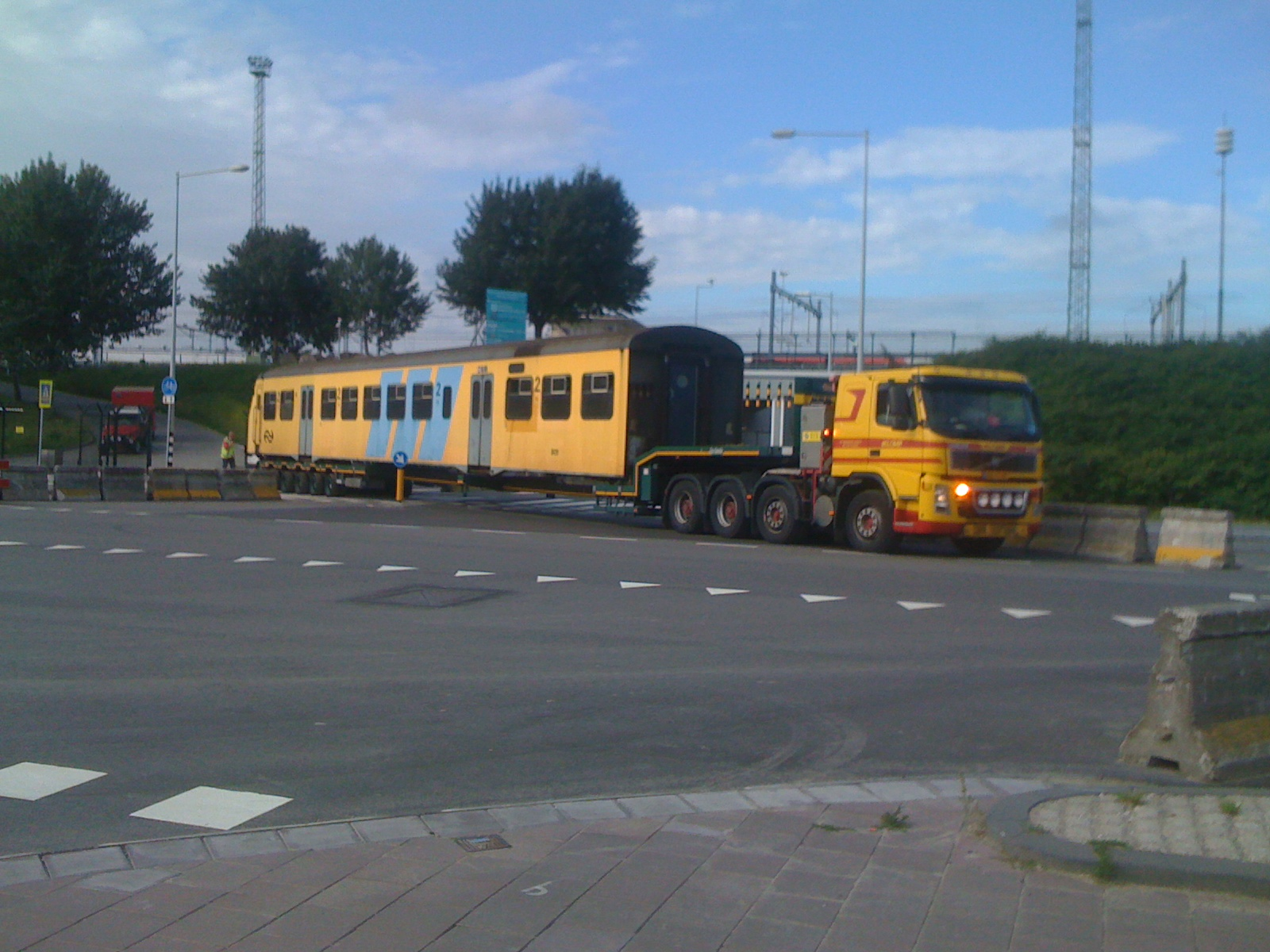
Afvoer van een bak van Mat '64 per vrachtauto; 2011.

Begin jaren negentig kwamen negen treinstellen van het type Stoptreinmaterieel '90 ('SM '90' of 'Railhopper') in dienst. De treinstellen waren een proefserie met het oog op een grote serie nieuw stoptreinmaterieel dat het Materieel '64 geleidelijk moest gaan aflossen. Door opeenvolgende problemen met dit treintype en de keuze om meer dubbeldeksmaterieel aan te schaffen werden nooit vervolgorders voor de Railhopper geplaatst. De kleine serie van negen treinstellen werd in 2005 buiten dienst gesteld en vervolgens gesloopt.
In 2005 bestelde NS bij Bombardier en Siemens 35 nieuwe Sprinter Lighttrains (SLT), met een optie voor nog vijf bestellingen van telkens 32 treinstellen. In 2007 werden de eerste twee treinstellen afgeleverd. De rest van de serie werd tussen september 2008 en 2010 afgeleverd.
In een onderzoeksrapport van de Inspectie Verkeer en Waterstaat uit 2008 bleek dat Mat '64 een verhoogde kans had om te ontsporen bij een aanrijding. IVW wilde daarom duidelijkheid van NS over de termijn waarop al het Mat '64 buiten dienst zou worden gesteld. Alle treinstellen Plan T zijn sinds juli 2010 buiten dienst. De treinstellen Plan V werden al vanaf 2003 in wisselend tempo terzijde gesteld en gesloopt. In maart 2016 bereikten de eerste vanaf 1969 geleverde stellen V4-V6 een leeftijd van 46,5 jaar. Omdat 33 stellen tussen 2006 en 2008 een extra revisie hadden ondergaan, waarbij vanuit technisch oogpunt inzet nog mogelijk zou zijn tot begin mei 2017, bij het verstrijken van de revisietermijn van het laatst gereviseerde stel, reed een deel van deze oudste stellen nog tot eind maart 2016 in de dienst. Dit terwijl nieuwere stellen uit de reeksen V7-V13 al terzijde gesteld waren en/of gesloopt.
Vanaf september 2010 werd het merendeel gesloopt door Simmeren in Groningen. In een tijdsbestek van drie jaar werden ruim 200 treinstellen door hen uiteen genomen zodat grondstoffen konden worden gerecycled. Op diverse plaatsen in het land werden de terzijde gestelde treinstellen opgesteld. De afvoer vanuit onder meer Amsterdam Watergraafsmeer vond plaats over de weg. Hierbij werd steeds een bak per trailer naar de sloper vervoerd. Het vervoer van een treinbak dwars door de stad leverde in de straten aldaar een wat merkwaardige beeld op.
Vanwege problemen met onder meer het asbest heeft van Simmeren de sloop van de resterende materieel uitbesteed aan HKS Metals in Amsterdam Westhaven, waar in het verleden ook veel andere treinen en locomotieven gesloopt zijn. Op 1 juli 2017 was de afvoer naar de sloper voltooid.

### Restauranttreinstel

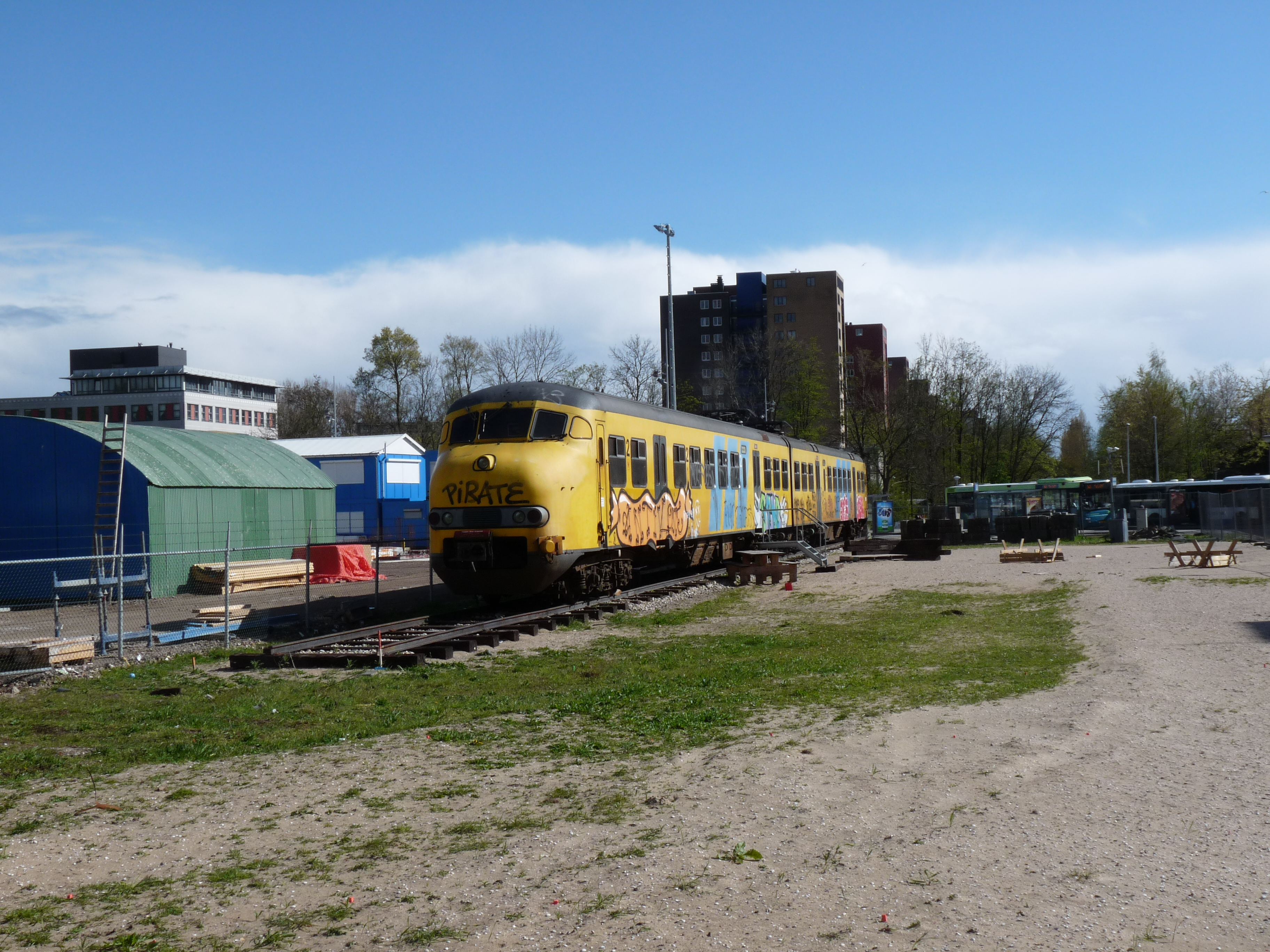
Het restauranttreinstel naast Station Amsterdam Lelylaan.

Op 29 oktober 2015 werd een treinstel, bestaande uit de Bk-bakken van treinstellen 962 en 964, vanuit Haarlem per vrachtauto overgebracht naar het Cornelis Lelyplein, naast station Amsterdam Lelylaan. Met een hijskraan werd het treinstel op een daarvoor speciaal aangelegd stuk spoor geplaatst. Het treinstel zou worden verbouwd tot bar, restaurant, expositieruimte en feestlocatie maar dat ging niet door. Sinds 23 februari 2018 zijn de bakken opgesteld op de voormalige vliegbasis Twente. De ABk-bakken worden gebruikt als oefenobject voor hulpverleners.

### Terzijdestelling per treinstel per jaar
| Maand + Jaar | Treinstellen |
| --- | --- |
| November 1975 | 878 |
| Mei 1978 | 420 |
| Februari 1983 | 959 |
| Juli 1989 | 938 |
| Januari 2002 Maart 2002 December 2002 | 501 424, 448, 462 & 815 413 |
| Mei 2003 Augustus 2003 September 2003 Oktober 2003 December 2003                                                                                    | 432 410 404 402 & 403 401, 405 & 412 |
| Januari 2004 Februari 2004 April 2004 Mei 2004 Juni 2004                                                                                            | 406, 407, 409, 414, 426, 427, 431 408, 411, 415 t/m 419, 422, 429, 442, 846 & 916 421, 423, 425, 428, 433, 435 & 438 430, 434, 436, 438 & 481 525                                                                                         |
| April 2005 September 2005 Oktober 2005 December 2005                                                                                                | 460 & 461 459 523 468 |
| November 2006 | 826 |
| Februari 2007 Juli 2007 | 472 & 871 852 |
| Januari 2008 Februari 2008 Maart 2008 Mei 2008 Juni 2008 Juli 2008 Augustus 2008 September 2008 Oktober 2008                                        | 477 483 473 503 504 802, 806 t/m 809, 811 t/m 814, 821 & 823 502 & 506 509 505, 515, 817, 818, 824 & 825 |
| Januari 2009 Februari 2009 Maart 2009 April 2009 Juni 2009 Juli 2009 Augustus 2009 September 2009 Oktober 2009 December 2009                        | 507 & 822 508 & 828 830 t/m 832, 834 & 836 510, 511, 513, 801, 810, 829, 833 & 835 517, 803 t/m 805, 837 t/m 839 & 847 844 840 521, 527, 529, 816 & 845 516 524, 819 & 827                                                                |
| Januari 2010 Maart 2010 April 2010 Mei 2010 Juni 2010 Juli 2010 September 2010                                                                      | 512 & 820 526 519 520 514 & 868 518, 522, 528, 530 & 531 470, 842, 849, 854, 855, 857, 860 t/m 863, 865, 876, 921 & 960 |
| Februari 2011 Maart 2011 April 2011 December 2011                                                                                                   | 870, 885, 892 & 903 843, 848, 856, 858, 866, 869, 872, 874, 875, 880 t/m 883, 886 t/m 888, 891, 893 t/m 895, 898, 899 & 902 841, 850, 851, 853, 859, 864, 873, 877, 879, 884, 889, 890, 896, 897, 900, 901, 904 t/m 915 & 917 t/m 920 867 |
| Juli 2012 | 946 & 953 |
| Januari 2013 Februari 2013 Maart 2013 April 2013 Mei 2013 Juni 2013 Juli 2013                                                                       | 445 931 930 & 932 922, 923, 927 & 933 t/m 935 936, 948 & 952 924 t/m 926 928, 929 & 937 |
| Januari 2015 Februari 2015 Maart 2015 April 2015 Mei 2015 Juni 2015 Juli 2015 Augustus 2015 September 2015 Oktober 2015 November 2015 December 2015 | 939 & 940 962 & 964 941 t/m 943, 955, 957 & 958 944 945 947 949 & 950 951 954 956 476 467 & 963 |
| Januari 2016 Februari 2016 Maart 2016 April 2016 | 474, 475, 961 & 965 471 443, 451, 452, 456 t/m 458, 479 & 482 441, 444, 446, 447, 449, 450, 453 t/m 455, 463 t/m 466, 469, 478 & 480 |

## Bewaarde treinstellen

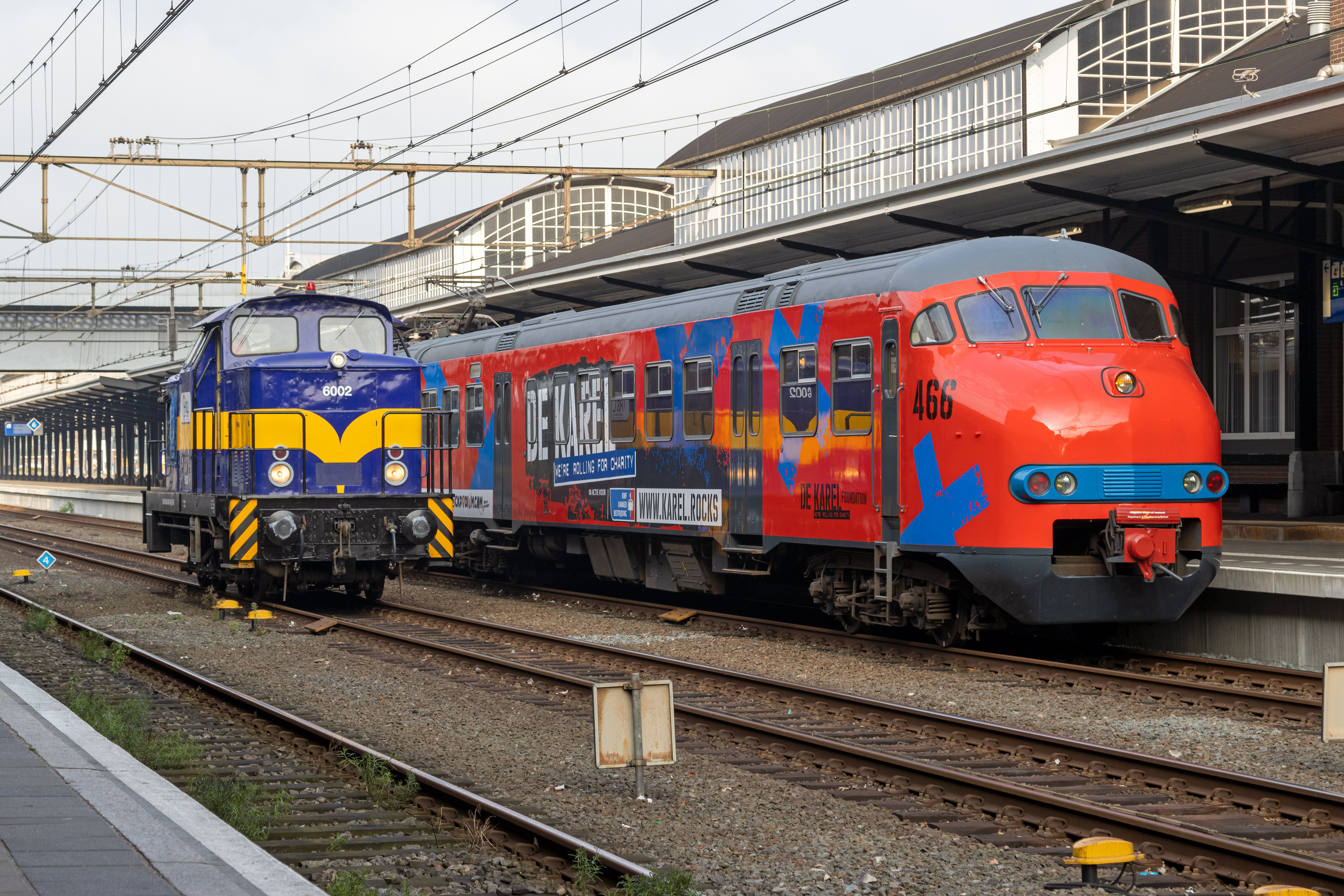
Treinstel 466 van de Karel Foundation op Station Amersfoort Centraal in 2020

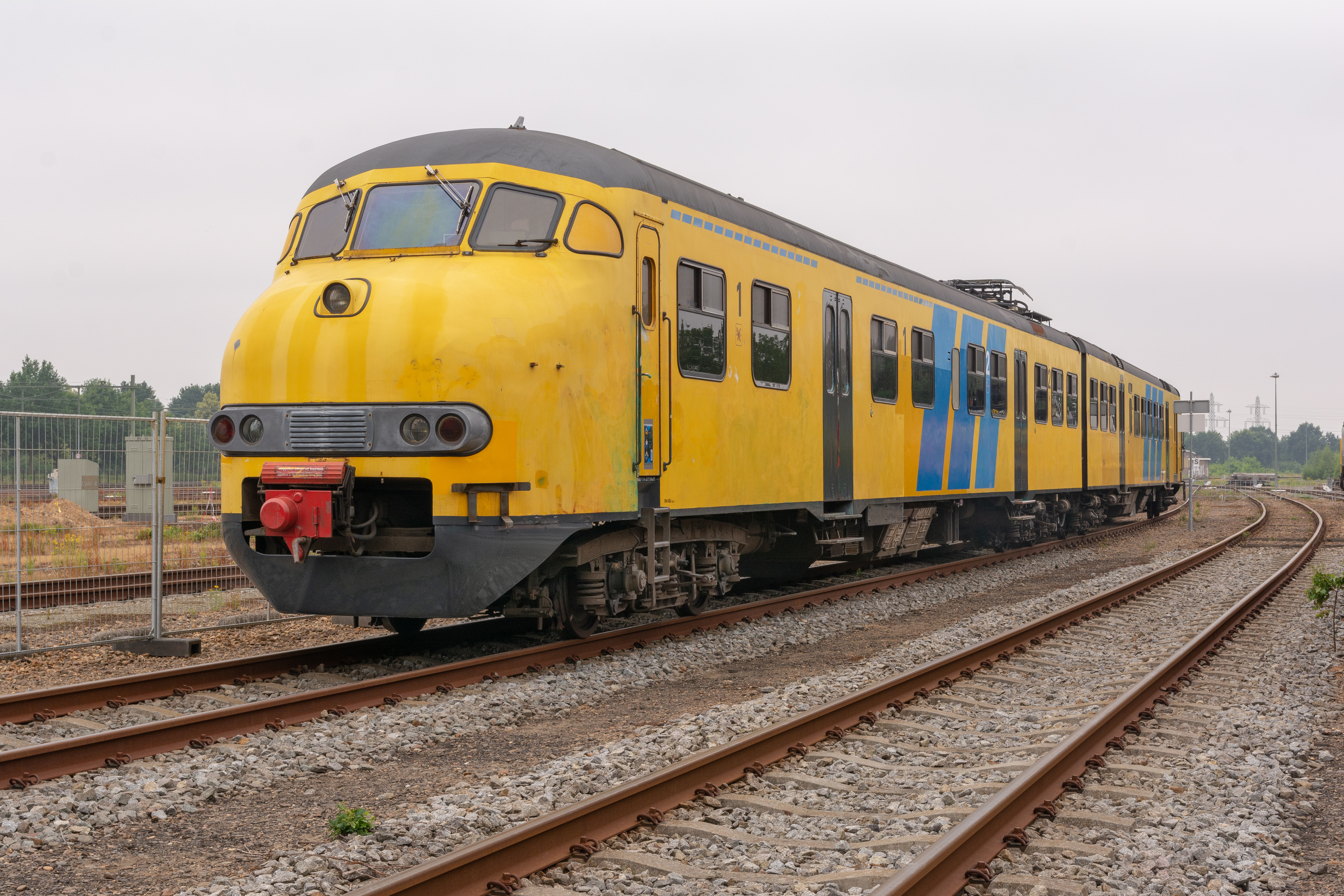
Museumtreinstel 904 tijdens een presentatie te Blerick; 10 juni 2018.

Van deze serie zijn drie volledige treinstellen door stichtingen bewaard gebleven, twee treinstellen en vier losse bakken zijn bewaard gebleven voor oefeningen.

### Rijvaardig materieel
Treinstel 466 is overgedragen aan de Karel Foundation. Dit rijvaardige treinstel heeft een rode kleurstelling gekregen en wordt gebruikt voor besloten ritten.
Treinstel 876 is opgenomen in de collectie van het Spoorwegmuseum en is rijvaardig. Het museumstel 876 heeft na zijn opknap- en schilderbeurt tijdelijk op het emplacement in Eindhoven gestaan. Op 25 september 2016 vond er een uitgebreide afscheidsrit plaats met treinstellen 449, 466, 469 en 876. De 876 is daarbij officieel overgedragen aan het Spoorwegmuseum.
Treinstel 904 is overgedragen aan Stichting Mat '64. Aanvankelijk had de stichting een ander stel in bezit gekregen, 419; op dat moment het enige nog rijdende stel dat oorspronkelijk in het groen op de baan was gekomen. De 419 was in januari 2004 op initiatief van een aantal Amsterdamse machinisten aan het eind van zijn carrière weer in de oorspronkelijke kleurstelling teruggebracht en werd gebruikt voor instructieritten. Na ongeveer een jaar in actieve dienst in de groene kleur te hebben gereden werd het stel overgedragen aan de Stichting Mat '64. Na jaren op o.a. de Dijksgracht te hebben gestaan werd het stel eind 2008 naar NedTrain in Leidschendam gebracht om na een technische controle en klein onderhoud weer als rijvaardig stel de baan op te kunnen. Op 10 januari 2009 botste een binnenrijdend DDAR-stel door een rangeerfout in een wissel op de 419. De 419 raakte door deze botsing zwaar beschadigd aan een kopbak. Herstel bleek zodanig duur te worden dat hiervan werd afgezien. Stichting Mat '64 kreeg de mogelijkheid een ander stel uit te zoeken en men koos in augustus 2011 voor de 904. Een van de redenen voor deze keuze was dat dit stel is voorzien van de oorspronkelijke schuifdeuren in het bagagecompartiment. Stichting Mat '64 is opgehouden te bestaan en de 904 is per 1 januari 2022 overgedragen aan de Stichting 2454 CREW. Treinstel 904 is in rijvaardige conditie.

### Overig materieel
De ABk van treinstel 460 wordt in Dordrecht als oefenobject voor hulpdiensten gebruikt.
De Bk van treinstel 461 wordt in Vlissingen als oefenobject voor hulpdiensten gebruikt.
Treinstel 472 wordt in Wijster als oefenobject voor hulpdiensten gebruikt.
Treinstel 477 staat in het Duitse Weeze als oefenobject voor de brandweer.
De Bk bakken van de 962 en 964 worden in Enschede als oefenobject voor hulpdiensten gebruikt.